# Jorge Luis Borges
Jorge Francisco Isidoro Luis Borges (Buenos Aires, 24 de agosto de 1899-Ginebra, 14 de junio de 1986) fue un escritor, poeta, ensayista y traductor argentino, extensamente considerado una figura clave tanto para la literatura en español como para la literatura universal. Sus dos libros más conocidos, Ficciones y El Aleph, publicados en la década de 1940, son recopilaciones de cuentos conectados por temas comunes como los sueños, los laberintos, las bibliotecas, los espejos, los autores ficticios y las mitologías europeas; sus argumentos exploran ideas filosóficas relacionadas, por ejemplo, con la memoria, la eternidad, la posmodernidad y la metaficción. Las obras de Borges han contribuido ampliamente a la literatura filosófica, al género fantástico y al posestructuralismo, e influyeron profundamente en el realismo mágico de la literatura latinoamericana durante el siglo XX.
Nacido en Palermo (por entonces un suburbio de Buenos Aires), Borges se trasladó en la adolescencia con su familia a Suiza, donde residió durante cuatro años, estudiando en el Collège de Genève. La familia viajaría extensamente por Europa, llegando a vivir en España. Regresó a Argentina en 1921, y comenzó a publicar sus poemas y ensayos en revistas literarias ultraístas mientras trabajaba como bibliotecario, profesor y conferenciante. En 1955 fue nombrado director de la Biblioteca Nacional de la República Argentina y profesor de literatura inglesa en la Universidad de Buenos Aires. A la edad de 55 años quedó casi completamente ciego; numerosos investigadores han sugerido que su ceguera progresiva lo motivó a crear símbolos literarios innovadores a través de la imaginación, así como a preferir la poesía y los cuentos breves a las novelas.
Durante los años sesenta, su trabajo fue traducido y publicado en los Estados Unidos y en Europa. En 1961 llegó a la fama internacional al obtener el primer Premio Formentor, que recibió junto a Samuel Beckett. En 1971 ganó el Premio Jerusalén; su reputación internacional se consolidó entre estos años, ayudado por la disponibilidad de las traducciones al inglés de su obra, por el éxito de Cien años de soledad de García Márquez y por el boom latinoamericano, aunque su participación en él es relativa. Borges dedicó su último libro, Los conjurados, a la ciudad de Ginebra, donde moriría en 1986. El escritor y ensayista J. M. Coetzee dijo en su libro sobre Borges que: «Él, más que nadie, renovó el lenguaje de la ficción, abriendo así el camino a una generación de novelistas hispanoamericanos».
Galardonado con numerosas distinciones, fue también polémico por sus posturas políticas conservadoras; la importancia de éstas continúa siendo causa de debate, particularmente por la posibilidad de que estas le hayan impedido obtener el Premio Nobel de Literatura, al que fue candidato durante casi treinta años.

Que un individuo quiera despertar en otro individuo recuerdos que no pertenecieron más que a un tercero es una paradoja evidente. Ejecutar con despreocupación esa paradoja es la inocente voluntad de toda biografía.
J. L. Borges, Evaristo Carriego 

## Trayectoria

### Primeros años
Borges consideraba que había heredado dos tradiciones de sus antepasados: una militar y otra literaria. Su árbol genealógico lo entronca con ilustres familias argentinas de estirpe criolla y anglosajona, así como también española y portuguesa. Desciende de militares como Francisco Borges Lafinur —su abuelo paterno—, un coronel uruguayo; Edward Young Haslam —su bisabuelo paterno—, un poeta romántico que editó uno de los primeros periódicos ingleses del Río de Plata, el Southern Cross; Manuel Isidoro Suárez —su bisabuelo materno—, un coronel de las guerras de la Independencia; Juan Crisóstomo Lafinur —su tío abuelo paterno—, un poeta argentino autor de composiciones románticas, patrióticas y profesor de Filosofía; e Isidoro de Acevedo Laprida —su abuelo materno—, un militar que luchó contra Juan Manuel de Rosas.
Su padre, Jorge Guillermo Borges, fue un abogado argentino, nacido en Entre Ríos, que se dedicó a impartir clases de psicología. Era un ávido lector y tenía aspiraciones literarias que concretó en una novela, El caudillo, y algunos poemas; además tradujo a Omar Jayyam de la versión inglesa de Edward FitzGerald. Para 1970, Jorge Luis recordaba con estas palabras a su padre: «Él me reveló el poder de la poesía: el hecho de que las palabras sean no sólo un medio de comunicación sino símbolos mágicos y música».
Su madre, Leonor Acevedo Suárez, era porteña. Aprendió inglés de su marido y tradujo varias obras al español. La familia paterna de Jorge Luis tenía orígenes portugueses, españoles e ingleses; la de su madre, españoles y es posible que portugueses. En su casa se hablaba tanto castellano como inglés, por influencia de su abuela materna, Frances Haslam, oriunda de Staffordshire; por ende, Jorge Luis creció como bilingüe.
Jorge Luis nació el 24 de agosto de 1899 a los ocho meses de gestación, en una casa porteña de fines del siglo XIX con patio y aljibe, dos elementos que se repetirán como un eco en sus poesías. Su casa natal estaba en la calle Tucumán 840, pero su infancia transcurrió un poco más al norte, en Serrano 2135, en el barrio porteño de Palermo. 
Su relación con la literatura comenzó a muy temprana edad: a los cuatro años ya sabía leer y escribir. Diría, ya con 71 años, que «si tuviera que señalar el hecho capital de mi vida, diría la biblioteca de mi padre. En realidad, creo no haber salido nunca de esa biblioteca. Es como si todavía la estuviera viendo… recuerdo con nitidez los grabados en acero de la Chambers's Encyclopaedia y de la Británica».

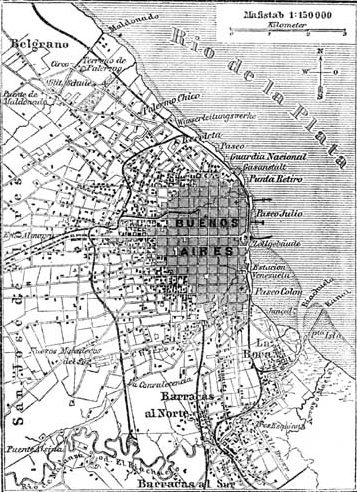
Mapa de la ciudad de Buenos Aires en 1888. La infancia de Borges transcurrió en Palermo, un barrio que por aquella época se hallaba en los márgenes de la ciudad.

En 1905 comenzó a tomar sus primeras lecciones con una institutriz británica. Al año siguiente escribió su primer relato, La visera fatal, siguiendo páginas del Quijote. Además, esbozó en inglés un breve ensayo sobre mitología griega. A los once años tradujo del inglés El príncipe feliz, de Oscar Wilde, texto que se publicó en el periódico El País rubricado por Jorge Borges (h). En el barrio de Palermo, que por aquella época era un barrio marginal de inmigrantes y cuchilleros, conoció las andanzas de los compadritos que después poblaron sus ficciones. Borges ingresó al colegio directamente en el cuarto grado. El inicio de su educación formal a los 9 años y en una escuela pública fue una experiencia traumática para Borges, los compañeros se mofaban de aquel sabelotodo que llevaba anteojos, vestía como un niño rico, no se interesaba por los deportes y hablaba tartamudeando. Durante los cuatro años de su permanencia en ese colegio, Borges no aprendió mucho más que algunas palabras en lunfardo y varias estrategias para pasar desapercibido.
En 1914 el padre de Borges se vio obligado a dejar su profesión, jubilándose de profesor debido a la misma ceguera progresiva y hereditaria que décadas más tarde afectaría también a su hijo. Junto con la familia, se dirigió a Europa para someterse a un tratamiento oftalmológico especial. Para refugiarse de la Primera Guerra Mundial, la familia se instaló en Ginebra (Suiza), donde el joven Borges y su hermana Norah Borges —nacida el 4 de marzo de 1901 — asistirían a la escuela. Borges estudió francés y cursó el bachillerato en el Liceo Jean Calvin. El ambiente en aquel establecimiento de inspiración protestante era completamente distinto al de su anterior escuela de Palermo; sus compañeros, muchos de ellos extranjeros como él, apreciaban ahora sus conocimientos e inteligencia y no se burlaban de su tartamudez. Durante esa época leyó sobre todo a los prosistas del Realismo francés y a los poetas expresionistas y simbolistas, especialmente a Rimbaud. A la vez, descubrió a Schopenhauer, Nietzsche, Mauthner, Carlyle y Chesterton. Con la sola ayuda de un diccionario aprendió por sí mismo el alemán y escribió sus primeros versos en francés.
Gracias al fin de las hostilidades y después del fallecimiento de su abuela materna, la familia Borges se mudó a España en 1919. Inicialmente se instalaron en Barcelona y luego se trasladaron a Palma de Mallorca. En esta última ciudad Borges escribió dos libros que no publicó: Los ritmos rojos, poemas de elogio a la Revolución rusa, y Los naipes del tahúr, un libro de cuentos. En Madrid y en Sevilla participó del movimiento literario ultraísta, que luego encabezaría en Argentina y que influiría poderosamente en su primera obra lírica. Colaboró con poemas y en la crítica literaria en las revistas Ultra, Grecia, Cervantes, Hélices y Cosmópolis. Su primera poesía, Himno al mar, escrita en el estilo de Walt Whitman, fue publicada en la revista Grecia el 31 de diciembre de 1919.

¡Oh, mar! ¡oh, mito! ¡oh, largo lecho!
 Y sé por qué te amo. Sé que somos muy viejos.
 Que ambos nos conocemos desde siglos.
 Sé que en tus aguas venerandas y rientes ardió la aurora de la Vida.
 (En la ceniza de una tarde terciaria vibré por primera vez en tu seno).
 Oh, proteico, yo he salido de ti.
 ¡Ambos encadenados y nómadas!
 Ambos con una sed intensa de estrellas;
 ambos con esperanzas y desengaños;
 ambos, aire, luz, fuerza, oscuridades;
 ambos con nuestro vasto deseo y ambos con nuestra grande miseria.

En esta época conoció a su futuro cuñado, Guillermo de Torre, y a algunos de los principales escritores españoles de la época, como Rafael Cansinos-Assens —a quien frecuentaba en el famoso Café Colonial y a quien siempre consideró su maestro—, Ramón Gómez de la Serna, Valle Inclán y Gerardo Diego.

### Inicios de su carrera literaria

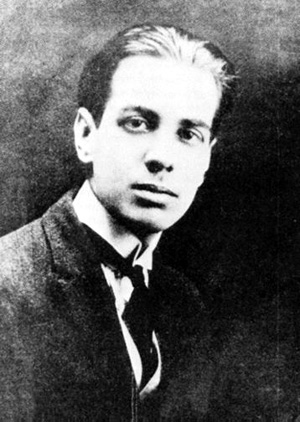
Borges en 1921.

El 4 de marzo de 1921, junto con su abuela paterna —Frances Haslam, quien se les había unido en Ginebra en 1916—, sus padres y su hermana, Borges embarcó en el puerto de Barcelona en el Reina Victoria Eugenia, que los devolvería a Buenos Aires. En el puerto los esperaba el escritor, filósofo de la paradoja y humorista surreal Macedonio Fernández, cuya amistad Borges heredaría de su padre. El contacto con Buenos Aires llevó al poeta a una relación exaltada de «descubrimiento» con su ciudad natal. Así comenzó a dar forma a la mitificación de los barrios suburbanos, donde asentaría parte de su constante idealización de lo real. Ya en Buenos Aires publicó en la revista española Cosmópolis, fundó la revista mural Prisma (de la que solo se publicaron dos números) y también publicó en Nosotros, dirigida por Alfredo Bianchi. Por esa época conoció a Concepción Guerrero, una joven de dieciséis años de quien se enamoró. En 1922 visitó a Leopoldo Lugones junto a Eduardo González Lanuza para entregarle el último número de Prisma. En agosto de 1924 fundó la revista ultraísta 'Proa' junto con Ricardo Güiraldes, autor de Don Segundo Sombra; Alfredo Brandán Caraffa y Pablo Rojas Paz, aunque paulatinamente iría abandonando esa estética.
En 1923, en vísperas de un segundo viaje a Europa, Borges publicó su primer libro de poesía, Fervor de Buenos Aires, en el que se prefigura, según palabras del propio Borges, toda su obra posterior. Fue una edición en la que se colaron algunas erratas y que, además, carecía de prólogo. Para la tapa su hermana Norah realizó un grabado. Se editaron unos trescientos ejemplares; los pocos que se conservan son considerados tesoros por los bibliófilos y en algunos se aprecian correcciones manuscritas realizadas por el mismo Borges. En Fervor de Buenos Aires es donde confesó que, finalmente, «las calles de Buenos Aires/ya son mi entraña». Son treinta y tres poemas heterogéneos que aluden a un juego de cartas (el truco), a Juan Manuel de Rosas o a la exótica Benarés; sin ahorrar el espacio para solazarse en un patio anónimo de Buenos Aires, «en la amistad oscura/de un zaguán, de una parra y de un aljibe». Sobre el espíritu de este libro ha escrito Borges que «en aquel tiempo buscaba los atardeceres, los arrabales y la desdicha».
Después de un año en España e instalado definitivamente en su ciudad natal a partir de 1924, Borges colaboró en algunas revistas literarias y con dos libros adicionales, Luna de enfrente e Inquisiciones —que nunca reeditó—, establecería para 1925 su reputación de jefe de la más joven vanguardia. En los siguientes treinta años Borges se transformaría en uno de los más brillantes y más polémicos escritores de América. Cansado del ultraísmo, que él mismo había traído de España, intentó fundar un nuevo tipo de regionalismo, enraizado en una perspectiva metafísica de la realidad. Escribió cuentos y poemas sobre el suburbio porteño, sobre el tango y sobre fatales peleas de cuchillo, como Hombre de la esquina rosada y El puñal. Pronto se cansó también de este «ismo» y empezó a especular por escrito sobre la narrativa fantástica o mágica, hasta el punto de producir durante dos décadas —desde 1930 a 1950— algunas de las más extraordinarias ficciones del siglo XX: Historia universal de la infamia, Ficciones, El Aleph, entre otros.
Más tarde colaboró, entre otras publicaciones, en Martín Fierro, una de las revistas clave de la historia de la literatura argentina de la primera mitad del siglo XX. Esa revista polemizó respecto de sus escritores propios, que en el contexto de reunirse en confiterías de la zona céntrica como la denominada Richmond se conocieron como Grupo Florida, versus los escritores que publicaban en la Editorial Claridad y se reunían en el Café El Japonés identificados como Grupo Boedo, rivalidad que quedó en la historia de la literatura argentina, pese a que Borges le restaría posteriormente trascendencia. No obstante su formación europeísta, reivindicó sus raíces argentinas y en particular las porteñas, en poemarios como Fervor de Buenos Aires (1923), Luna de enfrente (1925) y Cuaderno San Martín (1929). Compuso letras de tangos y milongas, si bien rehuyó «la sensiblería del inconsolable tango-canción» y el manejo sistemático del lunfardo, que «infunde un aire artificioso a las sencillas coplas». En sus letras y algunos relatos se narran las dudosas hazañas de los cuchilleros y compadres, a los que muestra en toda su despojada brutalidad aunque dentro de un clima trágico, cuando no casi épico.
En 1930 Borges publicó el ensayo Evaristo Carriego gracias al editor Manuel Gleizer y prologó una exposición del pintor uruguayo Pedro Figari. Además, conoció a un joven escritor de solo 17 años, que luego sería su amigo y con el que publicaría numerosos textos, Adolfo Bioy Casares. En el primer número de la revista Sur, dirigida por Victoria Ocampo, Borges colaboró con un artículo dedicado al coronel Ascasubi. En este primer número, publicado en 1931, también contribuyeron la propia Victoria Ocampo, Waldo Frank, Alfonso Reyes Ochoa, Jules Supervielle, Ernest Ansermet, Walter Gropius, Ricardo Güiraldes y Pierre Drieu La Rochelle.
Borges publicó dos años más tarde una colección de ensayos y crítica literaria titulada Discusión, la que abarca temas tan diversos como la poesía gauchesca, la Cábala, temas filosóficos, el arte narrativo y hasta su opinión sobre clásicos del cine. El 12 de agosto de 1933 comenzó a dirigir, junto con Ulyses Petit de Murat, la Revista Multicolor de los Sábados, suplemento cultural impreso a color del diario populista Crítica que duraría hasta octubre de 1934.
En 1935 editó Historia universal de la infamia, una serie de relatos breves, entre ellos, Hombre de la esquina rosada. Allí sigue interesado en el perfil mítico de Buenos Aires iniciado en Evaristo Carriego. Al año siguiente se publicaron los ensayos de Historia de la eternidad, donde —entre otros temas— Borges indaga sobre la metáfora. En la revista quincenal El Hogar, comenzó a publicar la columna de crítica de libros y autores extranjeros hasta 1939. Allí publicó quincenalmente gran cantidad de reseñas bibliográficas, biografías sintéticas de escritores y ensayos. Colaboró también en la revista Destiempo, editada por Adolfo Bioy Casares y Manuel Peyrou, con ilustraciones de Xul Solar. Para la editorial Sur tradujo A Room of One’s Own, de Virginia Woolf y al año siguiente la novela Orlando de la misma autora. En 1940 publicó Antología clásica de la literatura argentina.

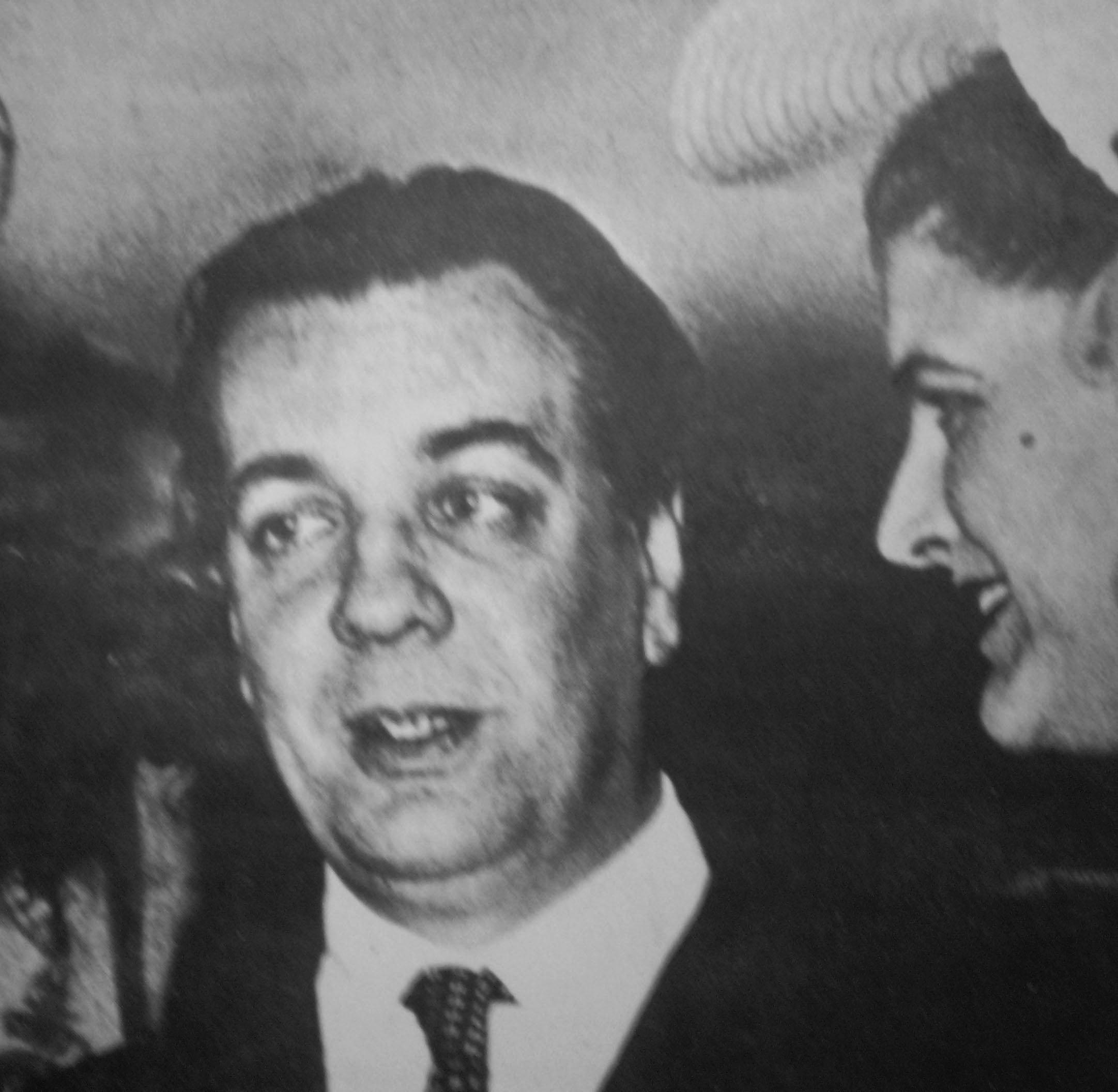
Borges en los años 40

El Borges vanguardista y más tarde bucólico se transformó en la década del 30 al Borges de la revista Sur, con su cosmopolitismo de alto vuelo; al Borges metafísico que especuló sobre el tiempo y el espacio y lo infinito, la vida y la muerte y si hay destino para el hombre; al Borges que hace alardes de erudición y que ya pergeña sus celebérrimos textos trampa: comentarios exhaustivos, por ejemplo, de libros que no existen, o relatos que juntan y mezclan lo real con lo ficticio. También se percibe un cambio en materia de estilo, una labor de poda en las prosas y los metros, que pasan a ser más clásicos, más nítidos, más sencillos.
Los años finales de esta década fueron funestos para Borges: primero vino la muerte de la abuela Fanny; después, la del padre, precedida de una muy lenta y penosa agonía. Borges se vio arrojado de una vez pero contundentemente al mundo de los adultos responsables. Tenía que hacer lo que todos hacían desde edades bastante más tempranas: trabajar, sacar adelante una familia. En esto tuvo suerte: con la ayuda del poeta Francisco Luis Bernárdez, consiguió en 1938 un empleo en la biblioteca municipal Miguel Cané del barrio porteño de Boedo. En esta poco concurrida biblioteca pudo seguir haciendo lo que solía, pasarse los días entre libros, leyendo y escribiendo. Después, el mismo Borges sufrió un grave accidente, al golpearse la cabeza con una ventana, lo que lo llevó al borde de la muerte por septicemia y que, oníricamente, reflejará en su cuento El sur. En la convalecencia escribió el cuento Pierre Menard, autor del Quijote. Esos sueños de convaleciente le sirvieron para escribir páginas espléndidas; fantasiosas pero tramadas por su inconfundible mente de siempre, lúcida y penetrante. Borges salió del trance afianzado en la idea que venía rumiando desde hacía tiempo: que la realidad empírica es tan ilusoria como el mundo de las ficciones, pero inferior a este, y que solo las invenciones pueden suministrarnos herramientas cognoscitivas confiables.
En 1940 publicó Antología de literatura fantástica, en colaboración con Bioy Casares y Silvina Ocampo, quienes ese mismo año contrajeron matrimonio, siendo Borges el testigo de su boda. Prologó, además, el libro de Bioy Casares La invención de Morel. Publicó en 1941 Antología Poética Argentina y editó el volumen de narraciones El jardín de senderos que se bifurcan, que en el año 1944 apareció completo en Ficciones, junto a otros seis cuentos, agrupados en la segunda sección con el nombre Artificios. Al año siguiente apareció Seis problemas para don Isidro Parodi, libro de narraciones que escribió en colaboración con Bioy Casares. Lo firmaron con el seudónimo «H. Bustos Domecq», el cual proviene de «Bustos», un bisabuelo cordobés de Borges, y «Domecq», un bisabuelo de Bioy Casares. Bajo el título Poemas (1923-1943) reunió en 1943 la labor poética de sus tres libros más los poemas publicados en el diario La Nación y en la revista Sur. Presentó, junto con Bioy Casares, la antología Los mejores cuentos policiales. Para esta época, Borges ya había logrado un espacio en el reducido círculo de la vanguardia literaria argentina. Su obra Ficciones recibió el Gran Premio de Honor de la Sociedad Argentina de Escritores (SADE). En sus páginas se halla Tlön, Uqbar, Orbis Tertius, sobrecogedora e insuperable metáfora del mundo.
En una reunión en la casa de Bioy Casares y Silvina Ocampo, Borges conoció en agosto de 1944 a Estela Canto, una joven atractiva, inteligente, cultivada y poco convencional, que llamó su atención —acostumbrado a tratar en los círculos literario y social con mujeres convencionales de la clase media o alta— y de quien se enamoró sin ser correspondido. Estela era una mujer vanidosa y hasta su muerte se ufanaba de haber conquistado el amor, y después la amistad de Borges, así como de haber sido la destinataria de una colección de cartas de amor que mostraban hasta qué punto el autor de Ficciones, que detestaba el sentimentalismo en la literatura, podía ser profundamente sentimental en la vida. En su libro de memorias, Canto escribió:

La actitud de Borges me conmovía. Me gustaba lo que yo era para él, lo que él veía en mí. Sexualmente me era indiferente, ni siquiera me desagradaba. Sus besos torpes, bruscos, siempre a destiempo, eran aceptados condescendientemente. Nunca pretendí sentir lo que no sentía

La figura de Estela le inspiró a Borges ciertos aspectos de El Aleph, uno de sus mejores cuentos. Él le dedicó a ella ese relato y le regaló el manuscrito original, el cual Estela hizo subastar cuatro décadas más tarde en Sotheby's y fue vendido en más de 25 000 dólares a la Biblioteca Nacional de España.
Desafiando a su madre, para quien Estela era una desclasada, Borges le propuso casamiento. Ese amor no consumado, siempre agónico, terminó hacia fines de 1952.
En colaboración con Silvina Bullrich publicó El compadrito en 1945. Junto con Bioy Casares publicó en 1946 Un modelo para la muerte utilizando el seudónimo «B. Suárez Lynch» y, como H. Bustos Domecq, Dos fantasías memorables, volumen de historias de suspenso policial. Borges aclaró posteriormente que «Suárez» provenía de su abuelo y que «Lynch» representaba el lado irlandés de la familia de Bioy. Fundó y dirigió la revista Los Anales de Buenos Aires (que concluiría, tras 23 números, en diciembre de 1948). En la publicación, Borges y Bioy colaboraron con un nuevo seudónimo: «B. Lynch Davis». Entre 1947 y 1948 editó el ensayo Nueva refutación del tiempo y publicó sus Obras Escogidas. En 1949 se editó su célebre obra narrativa El Aleph, libro de género fantástico y que para la crítica es casi unánimemente su mejor colección de relatos.
En 1946 Juan Domingo Perón fue elegido presidente, venciendo así a la Unión Democrática. Borges, que había apoyado a esta última, se manifestaba abiertamente en contra del nuevo gobierno. Su fama de antiperonista lo acompañó toda su vida. Respecto al nuevo gobierno, que Borges consideraba una dictadura, manifestó:

Las dictaduras fomentan la opresión, las dictaduras fomentan el servilismo, las dictaduras fomentan la crueldad; más abominable es el hecho de que fomenten la idiotez. Botones que balbucean imperativos, efigies de caudillos, vivas y mueras prefijados, ceremonias unánimes, la mera disciplina usurpando el lugar de la lucidez... Combatir estas tristes monotonías es uno de los muchos deberes del escritor ¿Habré de recordar a los lectores del Martín Fierro y de Don Segundo Sombra que el individualismo es una vieja virtud argentina?

Borges se sintió obligado a renunciar a su empleo como bibliotecario cuando fue designado «Inspector de mercados de aves de corral» por el gobierno. Su madre y su hermana, también antiperonistas, fueron detenidas por la policía. Esto explica sus numerosos dicterios contra el peronismo: «Los peronistas no son ni buenos ni malos, son incorregibles», o «el peronismo es algo inverosímil», o «los peronistas son gente que se hace pasar por peronistas para sacar ventaja». Según él, se opuso al peronismo porque era «liberticida y de raíz fascista». Borges tuvo que convertirse por necesidad en conferencista itinerante por diversas provincias argentinas y uruguayas. Para ello, debió superar su tartamudez y su timidez con ayuda médica. La necesidad también lo llevó a iniciarse en la tarea docente como profesor de literatura inglesa en el Instituto Libre de Segunda Enseñanza y, más tarde, en la Universidad Católica.

### Madurez
Los albores de la década de 1950 marcaron el inicio del reconocimiento de Borges dentro y fuera de Argentina. La Sociedad Argentina de Escritores lo nombró presidente en 1950, cargo al que renunciaría tres años más tarde. Dictó conferencias en la Universidad de la República de Uruguay, donde apareció su ensayo Aspectos de la literatura gauchesca. Editó en México Antiguas literaturas germánicas, escrito en colaboración con Delia Ingenieros. También en ese mismo año se publicó en París la primera traducción francesa de su narrativa (Fictions) y en Buenos Aires la serie de cuentos La muerte y la brújula. En 1952 aparecieron los ensayos de Otras inquisiciones y se reeditó un ensayo sobre lingüística porteña titulado El idioma de los argentinos, junto con El idioma de Buenos Aires de José Edmundo Clemente. Apareció también la segunda edición de El Aleph, con nuevos cuentos. Algunas narraciones de este libro fueron traducidas al francés por Roger Caillois y publicadas en París en 1953 con el nombre de Labyrinthes. Ese año Borges publicó El Martín Fierro, ensayo que tuvo una segunda edición dentro del año. Bajo el cuidado de José Edmundo Clemente, la editorial Emecé comenzó a publicar sus Obras Completas. En 1954 el director cinematográfico Leopoldo Torre Nilsson dirigió la película Días de odio, basado en el cuento de Borges Emma Zunz.
En 1956, ganó el Premio Nacional de Literatura de Argentina, que se otorgaba cada dos años. "Como de costumbre, Borges recibió esa distinción con una pizca de sal. Hablando con Jean de Milleret, diez años después, comentó que ese fue, en cierto grado, un premio político. Probablemente tenía razón. En ese momento, el gobierno militar quiso subrayar el hecho de que su actitud ante la cultura había sido la opuesta a la de Perón y que por ella había restablecido la dignidad de la cultura argentina".

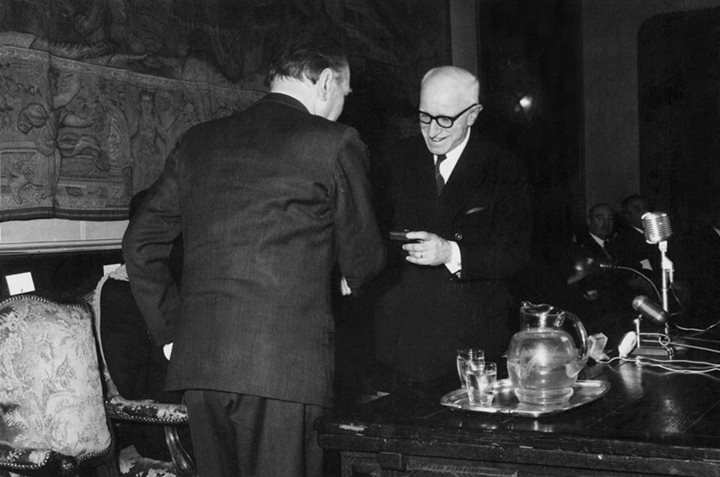
Borges siendo designado miembro de la Academia Argentina de Letras

Tras un golpe militar —denominado Revolución Libertadora— que derrocó al gobierno peronista, Borges fue designado en 1955 director de la Biblioteca Nacional, cargo que ocuparía por espacio de 18 años. En diciembre de ese mismo año fue incorporado a la Academia Argentina de Letras. Publicó Los orilleros, El paraíso de los creyentes, Cuentos breves y extraordinarios, Poesía gauchesca, La hermana Eloísa y Leopoldo Lugones. Se le confirmó, además, en la cátedra de Literatura Alemana y, luego, como director del Instituto de Literatura Alemana en la Facultad de Filosofía y Letras de la Universidad de Buenos Aires. La revista Ciudad le dedicó un volumen crítico y bibliográfico sobre su obra. Apareció Ficciones en italiano, bajo el título La Biblioteca di Babele. Tras varios accidentes y algunas operaciones, un oftalmólogo le prohibió leer y escribir. Aunque aún distinguía luces y sombras, esta prohibición cambió profundamente su práctica literaria. Borges se fue quedando ciego como consecuencia de la enfermedad congénita que había ya afectado a su padre. El hecho no fue repentino («Se ha extendido desde 1899 sin momentos dramáticos, un lento crepúsculo que duró más de medio siglo»), sino que más bien se trató de un proceso; como fuere, esto no le impidió seguir con su carrera de escritor, ensayista y conferencista, así como tampoco significó para él el abandono de la lectura —hacía que le leyesen en voz alta— ni del aprendizaje de nuevas lenguas. El haber sido nombrado director de la Biblioteca Nacional y, en el mismo año, comprender la profundización de su ceguera fue percibido por Borges como una contradicción del destino. Él mismo lo relató en una conferencia dos décadas más tarde: «Poco a poco fui comprendiendo la extraña ironía de los hechos. Yo siempre me había imaginado el Paraíso bajo la especie de una biblioteca. Ahí estaba yo. Era, de algún modo, el centro de novecientos mil volúmenes en diversos idiomas. Comprobé que apenas podía descifrar las carátulas y los lomos. Entonces escribí el Poema de los dones»:

Nadie rebaje a lágrima o reproche

esta declaración de la maestría

de Dios, que con magnífica ironía

me dio a la vez los libros y la noche.

En 1956 dictó el curso de literatura inglesa en la Universidad de Buenos Aires, fue nombrado catedrático titular en la misma universidad, recibió un doctorado Honoris Causa de la Universidad de Cuyo y fue nombrado presidente de la Asociación de Escritores Argentinos. En Montevideo criticó ásperamente al peronismo depuesto y defendió a la Revolución Libertadora. Por su adhesión al nuevo gobierno resultó muy criticado, entre otros, por Ernesto Sabato y Ezequiel Martínez Estrada. Sabato y Borges continuarían, si bien no enemistados, «separados» por motivos políticos hasta 1973, cuando, a raíz de un encuentro casual en una biblioteca, Orlando Barone resolvió promover una serie de reuniones, en las que ambos escritores discutieron sobre literatura, filosofía, cine, lingüística y demás temas. El resultado de estas reuniones fue la edición de un libro: Diálogos: Borges-Sabato.

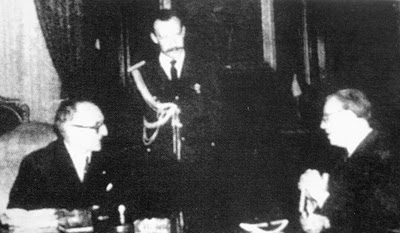
Borges con el presidente Arturo Frondizi

Entre 1957 y 1960 publicó Manual de zoología fantástica y El hacedor, una colección de textos breves y poemas dedicada a Leopoldo Lugones. Hizo una nueva actualización de Poemas y publicó en el diario La Nación el poema Límites. Bajo su dirección se inició la segunda época de la revista La Biblioteca y, en colaboración con Bioy Casares, editó la antología Libro del cielo y del infierno. Sus obras continuaron traduciéndose a varios idiomas: en este período en particular Otras inquisiciones fue traducido al francés bajo el título Enquêtes, El Aleph al alemán con el título Labyrinthe y una selección de cuentos de El Aleph y Ficciones al italiano como L'Aleph. En este período también aparecieron los volúmenes sexto a noveno de las Obras Completas. Para 1960 se vinculó con el Partido Conservador. Compartió con Samuel Beckett, en 1961, el Premio Internacional de Literatura (consistente en 10 mil dólares), otorgado por el Congreso Internacional de Editores en Formentor, Mallorca. Este importante galardón lo promovió internacionalmente y le ofreció la posibilidad de que sus obras fueran traducidas a numerosos idiomas (inglés, francés, alemán, sueco, noruego, danés, italiano, polaco, portugués, hebreo, persa, griego, eslovaco y árabe, entre otros). Apareció su Antología personal, editada por Sur. Viajó junto a su madre a Estados Unidos, invitado por la Universidad de Texas y por la Fundación Tinker, de Austin. Allí dictó conferencias y cursos sobre literatura argentina durante seis meses. En Nueva York se editó una antología de sus cuentos titulada Labyrinths y se tradujo al alemán Historia universal de la infamia. En 1962 se estrenó la película Hombre de la esquina rosada, basado en el cuento homónimo, que dirigió René Mugica. Finalizó una biografía sobre el poeta Almafuerte. En compañía de su madre, viajó a Europa en 1963 y ofreció numerosas conferencias. De regreso a Buenos Aires terminó una antología sobre Evaristo Carriego.

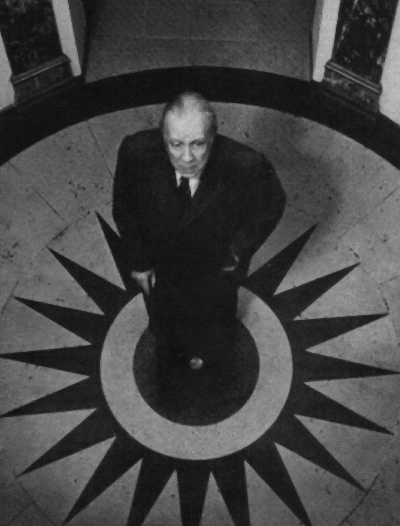
Borges fotografiado en 1969 por Pepe Fernández en L'Hôtel, ubicado en la rue des Beaux Arts de París. Borges manifestó su deseo de morir en dicho hotel, donde había fallecido Oscar Wilde cuando el nombre del establecimiento era Hôtel d'Alsace.

Con la colaboración de María Esther Vázquez publicó Introducción a la literatura inglesa en 1965 y Literaturas germánicas medievales en 1966. Al año siguiente se editó Introducción a la literatura norteamericana, escrito en colaboración con Esther Zemborain y Crónicas de Bustos Domecq, con Bioy Casares. Se editaron, además, sus milongas y tangos en el libro Para las seis cuerdas, ilustrado por Héctor Basaldúa, y su cuento La intrusa.

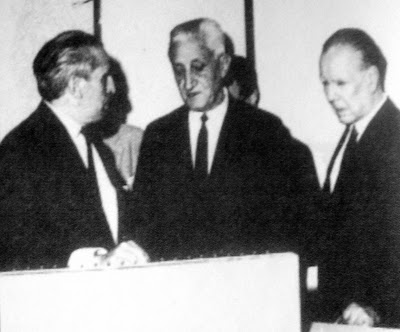
Borges con el presidente Dr. Arturo Umberto Illia

El 21 de septiembre de 1967 Borges, de 68 años, se casó por iglesia con Elsa Astete Millán, viuda de 57 años. Durante los primeros tiempos, la pareja vivió en la casa de él, compartiendo sus días con Leonor Acevedo. En el recuerdo de Elsa la madre del escritor no intervino para perjudicar la relación. No obstante, según los amigos de Borges, los celos de Doña Leonor eran terribles. Unos meses después del casamiento, la pareja se mudó a un departamento, donde hicieron por primera vez la experiencia de vivir juntos y solos, y allí la rivalidad entre su esposa y su madre cobró mayor virulencia y el escritor tuvo que empezar a visitar a escondidas a Leonor. Esa experiencia, además, llevaría a la pareja a enfrentar definitivamente la realidad: la convivencia era intolerable. En una entrevista publicada en 1993, Elsa admitió que no fue feliz junto a Borges: «Era introvertido, callado y poco cariñoso. Era etéreo, impredecible. No vivía en un mundo real». El matrimonio duró hasta octubre de 1970.
Entre 1967 y 1968 el escritor dictó en la Universidad de Harvard seis conferencias sobre poesía, algunas de sus reflexiones giraron en torno al Poema perfecto. En 1968, con la colaboración de Margarita Guerrero, publicó una ampliación del Manual de zoología fantástica bajo el título El libro de los seres imaginarios. Apareció en ese año su Nueva antología personal. Viajó a Santiago de Chile para asistir al Congreso de Intelectuales Antirracistas y a Europa e Israel para pronunciar algunas conferencias. El director Hugo Santiago dirigió la película Invasión, con argumento de Bioy y Borges. En 1969 ordenó y corrigió dos libros de poemas: El otro, el mismo y Elogio de la sombra, el cual logró dos ediciones dentro del año. Con ilustraciones del pintor Antonio Berni, se editó su traducción y antología de Hojas de hierba, de Walt Whitman. Después de algunos años sin publicar cuentos, reunió varias narraciones en El informe de Brodie, libro publicado en agosto de 1970.

### Últimos años

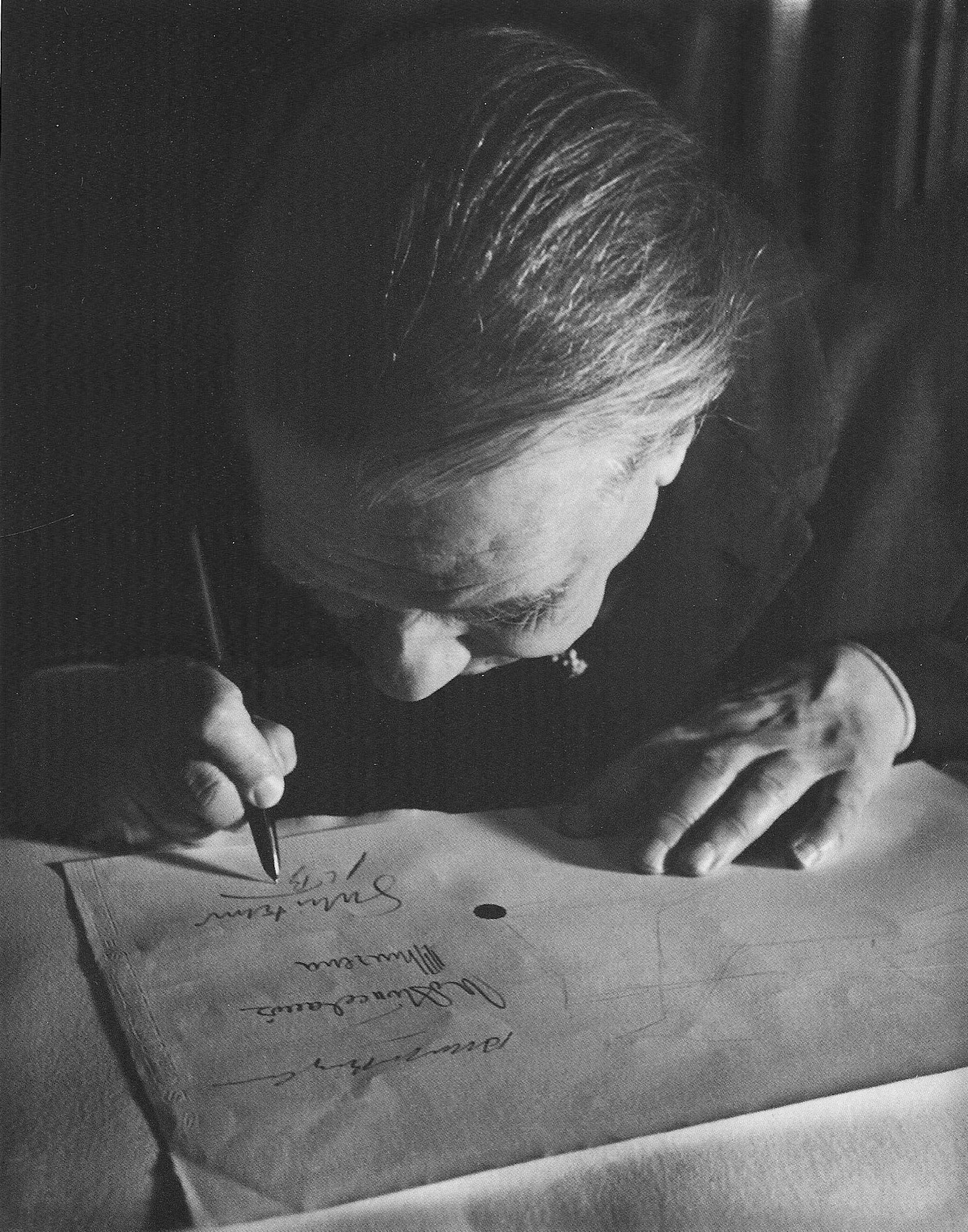
Jorge Luis Borges en 1963, ya con dificultades en la visión.

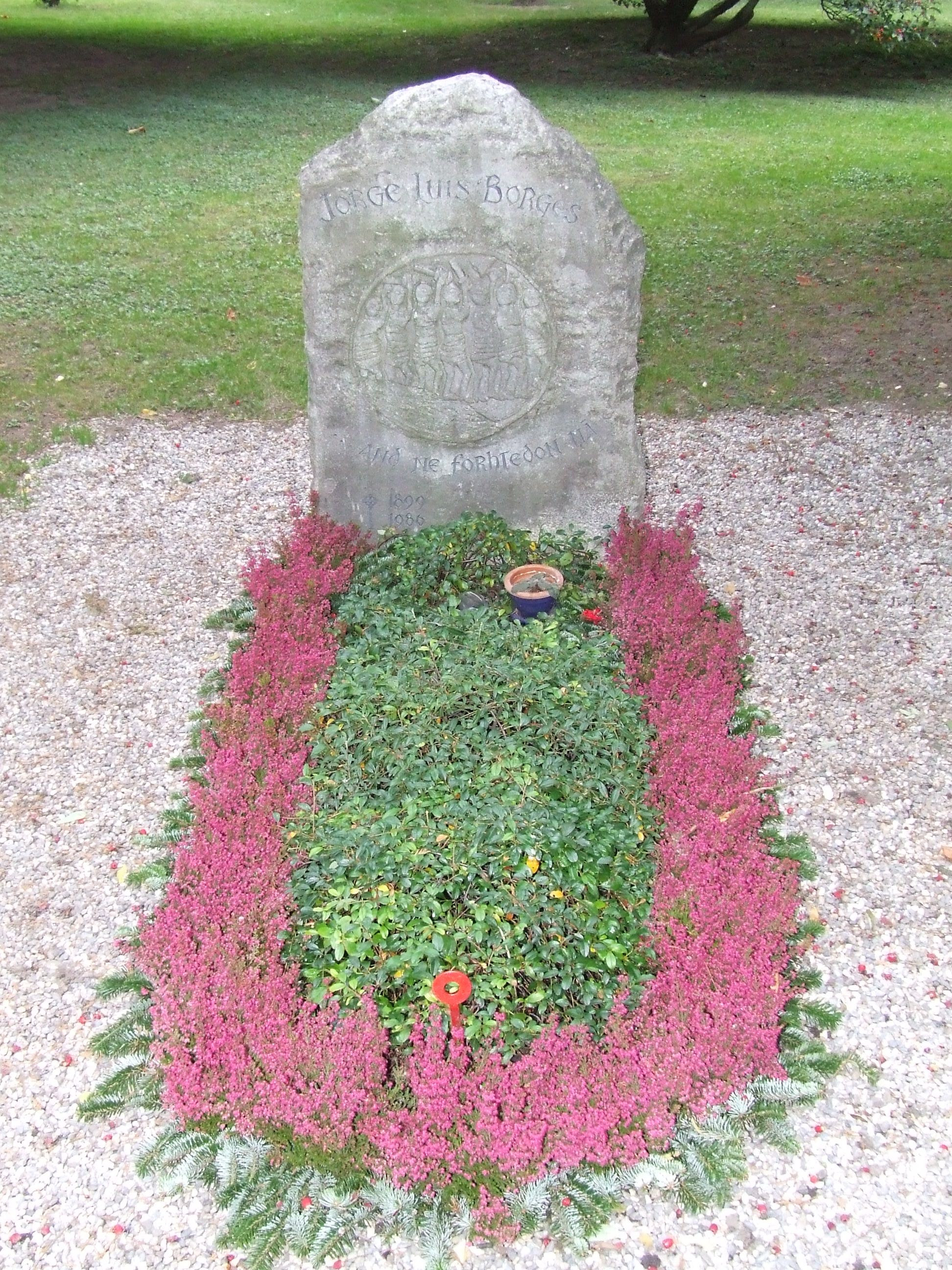
Tumba de Jorge Luis Borges en el cementerio de Plainpalais, en Ginebra.

En 1971 Borges publicó en Buenos Aires el cuento largo titulado El congreso. Al año siguiente viajó a Estados Unidos, donde recibió numerosas distinciones y pronunció conferencias en diversas universidades. A su regreso a Buenos Aires publicó el libro de poemas El oro de los tigres y el 24 de agosto, día de su cumpleaños, recibió un homenaje singular: la publicación en forma privada de su cuento El otro. En 1973 fue declarado Ciudadano Ilustre de la Ciudad de Buenos Aires y, paralelamente, solicitó su jubilación como director de la biblioteca nacional. En 1973 reunió por primera vez en un volumen sus Obras Completas, editadas por Emecé.

Como De Quincey y tantos otros, he sabido, antes de haber escrito una sola línea, que mi destino sería literario. Mi primer libro data de 1923; mis Obras Completas, ahora, reúnen la labor de medio siglo. No sé qué mérito tendrán, pero me place comprobar la variedad de temas que abarcan. La patria, los azares de los mayores, las literaturas que honran las lenguas de los hombres, las filosofías que he tratado de penetrar, los atardeceres, los ocios, las desgarradas orillas de mi ciudad, mi extraña vida cuya posible justificación está en estas páginas, los sueños olvidados y recuperados, el tiempo... La prosa convive con el verso; acaso para la imaginación ambas son iguales.
Borges, 1974, «Prólogo»

En Milán, Franco Maria Ricci publicó el cuento El congreso en una edición lujosísima con letras de oro. El libro de poesía La rosa profunda y la colección de relatos El libro de arena se publicaron en 1975, junto con la recopilación Prólogos. Se estrenó además la película El muerto, sobre un cuento homónimo, dirigida por Héctor Olivera.
En 1973, ante una nueva victoria electoral del peronismo, Borges insistió en recordar al primer gobierno de Perón como «los años de oprobio». En una entrevista posterior a dicha elección, Borges admitió haber votado por Nueva Fuerza, partido de derecha minoritario que llevaba como candidato presidencial a Julio Chamizo, aunque declaró haberlo hecho por petición de su madre, que no podía sufragar por encontrarse enferma, y lamentó lo que consideraba un «voto perdido».

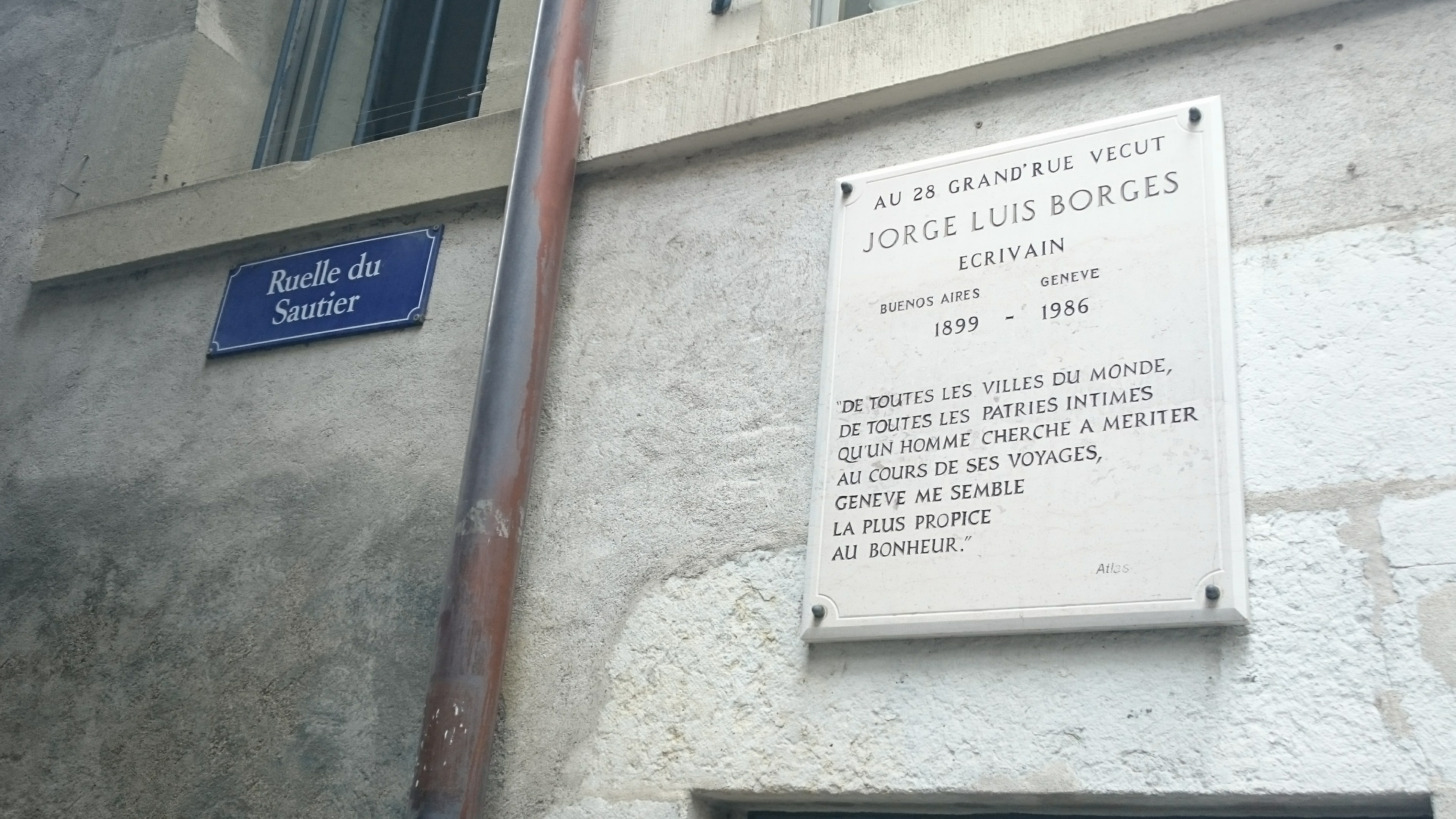
Placa en la vivienda de Ginebra donde residió Jorge Luis Borges, en el número 28 de la Grande Rue.

En 1975 falleció su madre, a los noventa y nueve años. A partir de ese momento Borges realizaría sus viajes junto a una exalumna, luego secretaria y —por último, en la senectud de Borges— su segunda esposa, María Kodama. Poco antes de su fallecimiento, Jorge Luis Borges le dictó a María Kodama un relato titulado "Silvano Acosta". En este relato, Borges narra su sentimiento de culpa por las acciones de su abuelo militar, Francisco Borges, quien ordenó la ejecución de un hombre llamado Silvano Acosta. Este joven fue ejecutado por el abuelo de Borges por cambiarse al bando de los gauchos liberados por Ricardo López Jordán, quienes finalmente fueron derrotados por las fuerzas de Sarmiento. En 1986, al conocerse enfermo de cáncer y temiendo que su agonía fuese un espectáculo nacional, fijó su residencia en Ginebra, ciudad a la que lo unía un profundo amor y a la cual Borges había designado “una de mis patrias”. El 26 de abril se casó —por poderes— con María Kodama, según Acta de esa fecha labrada en Colonia Rojas Silva, Paraguay. Falleció el 14 de junio de 1986 a los 86 años víctima de un cáncer hepático y un enfisema pulmonar. Según cuenta Adolfo Bioy Casares, asistió a su muerte su traductor al francés, Jean-Pierre Bernès, quien refiere que «murió diciendo el Padrenuestro. Lo dijo en anglosajón, inglés antiguo, inglés, francés y español».
Obedeciendo su última voluntad, sus restos yacen en el Cementerio de los Reyes (o de Plainpalais), en Ginebra (Suiza). La lápida, realizada por el escultor argentino Eduardo Longato, es de una piedra blanca y áspera. En lo alto de su cara anterior se lee Jorge Luis Borges y, debajo, «And ne forhtedon na», junto a un grabado circular con siete guerreros, una pequeña cruz de Gales y los años «1899/1986». La inscripción «And ne forhtedon na», formulada en anglosajón, se traduce como «Y que no temieran». La cara posterior de la lápida contiene la frase Hann tekr sverthit Gram ok leggr í methal theira bert, que corresponde al capítulo veintisiete de la Saga Volsunga (saga noruega del siglo XIII), y se traduce como «Él tomó la espada, Gram, y la colocó entre ellos desenvainada». Borges utilizó estos dos mismos versos como epígrafe de su cuento Ulrica, incluido en El libro de arena, único relato de amor del autor y cuyo protagonista se llama Javier Otálora. Bajo esta segunda inscripción aparece el grabado de una nave vikinga, y bajo esta una tercera inscripción: «De Ulrica a Javier Otálora», lo que permite interpretar esta última inscripción como una dedicatoria de María Kodama a Jorge Luis Borges.
En febrero de 2009, se presentó un proyecto para trasladar sus restos al cementerio porteño de la Recoleta. Se generó una importante polémica, su viuda María Kodama se opuso rotundamente y finalmente el proyecto quedó desechado.

## Borges y el ultraísmo

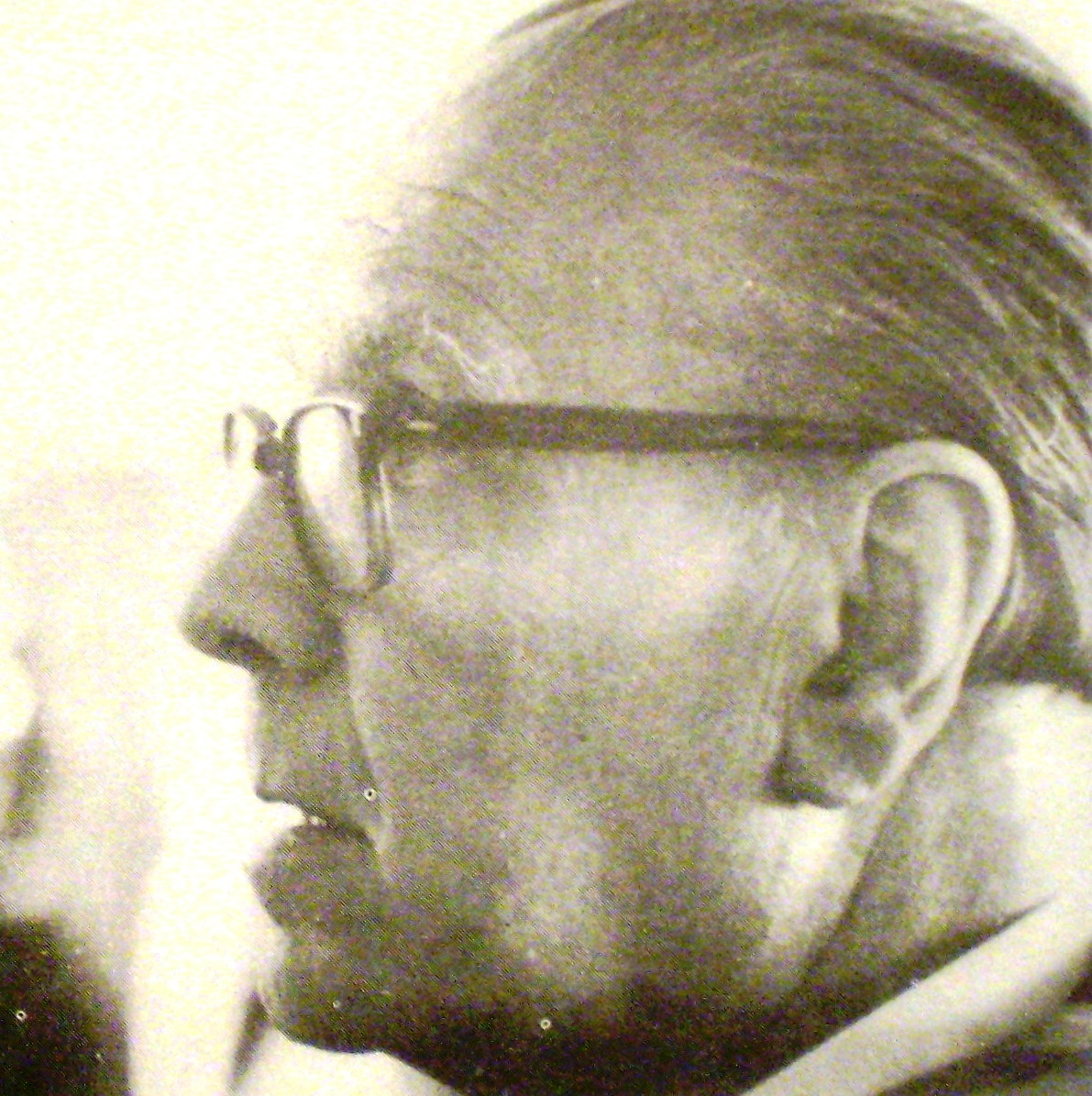
Jorge Luis Borges en 1968.

El 25 de enero de 1921 apareció el primer número de la revista literaria española Ultra, que —como su propio nombre deja adivinar— era el órgano difusor del movimiento ultraísta. Entre los colaboradores más notables se cuentan el mismo Borges, Rafael Cansinos-Assens, Ramón Gómez de la Serna y Guillermo de Torre, quien más tarde se casaría con Norah Borges.
Así lo definió el mismo Cansinos: «El ultraísmo es una voluntad caudalosa que rebasa todo límite escolástico. Es una orientación hacia continuas y reiteradas evoluciones, un propósito de perenne juventud literaria, una anticipada aceptación de todo módulo y de toda idea nuevos. Representa el compromiso de ir avanzando con el tiempo.»
Al respecto, el joven Borges escribió en 1921 en la revista Nosotros:

Estas palabras fueron escritas en el otoño de 1918. Hoy, tras dos años de variadísimos experimentos líricos ejecutados por una treintena de poetas en las revistas españolas Cervantes y Grecia -capitaneada esta última por Isaac del Vando-Villar- podemos precisar y limitar esa anchurosa y precavida declaración del maestro. Esquematizada, la presente actitud del ultraísmo es resumible en los principios que siguen:
- Reducción de la lírica a su elemento primordial: la metáfora.
- Tachadura de las frases medianeras, los nexos y los adjetivos inútiles.
- Abolición de los trebejos ornamentales, el confesionalismo, la circunstanciación, las prédicas y la nebulosidad rebuscada.
- Síntesis de dos o más imágenes en una, que ensancha de ese modo su facultad de sugerencia.

Los poemas ultraicos constan, pues, de una serie de metáforas, cada una de las cuales tiene sugestividad propia y compendiza una visión inédita de algún fragmento de la vida. La desemejanza raigal que existe entre la poesía vigente y la nuestra es la que sigue: en la primera, el hallazgo lírico se magnifica, se agiganta y se desarrolla; en la segunda, se anota brevemente. ¡Y no creáis que tal procedimiento menoscabe la fuerza emocional!

En ese mismo artículo, terminó resumiendo:

La poesía lírica no ha hecho otra cosa hasta ahora que bambolearse entre la cacería de efectos auditivos o visuales, y el prurito de querer expresar la personalidad de su hacedor. El primero de ambos empeños atañe a la pintura o a la música, y el segundo se asienta en un error psicológico, ya que la personalidad, el yo, es solo una ancha denominación colectiva que abarca la pluralidad de los estados de conciencia. Cualquier estado nuevo que se agregue a los otros llega a formar parte esencial del yo, y a expresarle: lo mismo lo individual que lo ajeno. Cualquier acontecimiento, cualquier percepción, cualquier idea, nos expresa con igual virtud; vale decir, puede añadirse a nosotros... Superando esa inútil terquedad en fijar verbalmente un yo vagabundo que se transforma en cada instante, el ultraísmo tiende a la meta primicial de toda poesía, esto es, a la transmutación de la realidad palpable del mundo en realidad interior y emocional.

Un año después Borges publicó en esa misma revista una antología de poemas ultraístas.
Años más tarde, Borges reprobaría, y hasta despreciaría, aquellos comienzos de su obra y todo lo relacionado con el ultraísmo. Su entusiasmo de una época, de unos años —de 1919 a 1922— pronto se trocó en desdén y aun en agresividad. Muy pronto llegó a considerar como pura futilidad la técnica del poema ultraísta: enfilamiento de percepciones sueltas, rosario de imágenes sensuales, plásticas y llamativas. La consecuencia fue que, sin perjuicio de haber inoculado el virus ultraísta a algunos jóvenes argentinos aprendices de poetas, muy pocos años después, Borges no vacilaría en calificar aquellos experimentos de áridos poemas de la equivocada secta ultraísta. De hecho, para 1966, Borges juzgaba el 'dogma de la metáfora' como falso, pues...

...basta un solo verso no metafórico para probar que la metáfora no es un elemento esencial, concluyendo en que el error del ultraísmo (...) fue el de no haber enriquecido, el de haber prohibido simplemente. Por ejemplo casi todos escribíamos sin signos de puntuación. Hubiera sido mucho más interesante inventar nuevos signos, es decir enriquecer la literatura (...) el ultraísmo fue una revolución que consistía en relegar la literatura a una sola figura, la metáfora.

## Borges y los cuentos
Al igual que su coetáneo Vladimir Nabokov y el un poco más viejo James Joyce, Borges combinaba el interés por su tierra natal con intereses mucho más amplios. También compartía su multilingüismo y su gusto por jugar con el lenguaje, pero a diferencia de Nabokov y Joyce, quienes con el paso del tiempo se dieron a la creación de obras más extensas, Borges nunca escribió una novela. A quienes le reprocharon esa falta, Borges respondía que sus preferencias estaban con el cuento, que es un género esencial, y no con la novela que obliga al relleno. De los autores que han intentado ambos géneros prefería, generalmente, sus cuentos. De Franz Kafka, por ejemplo, él aseguraba que eran mejores sus narraciones breves que El proceso. En el prólogo de Ficciones afirmó que era un «desvarío laborioso y empobrecedor el de componer vastos libros; el de explayar en 500 páginas una idea cuya perfecta exposición oral cabe en pocos minutos».

## Borges y la política
Yo descreo de la política no de la ética. Nunca la política intervino en mi obra literaria, aunque no dudo que este tipo de creencias puedan engrandecer una obra. Vean, si no, a Whitman, que creyó en la democracia y así pudo escribir Leaves of Grass, o a Neruda, a quien el comunismo convirtió en un gran poeta épico… Yo nunca he pertenecido a ningún partido, ni soy el representante de ningún gobierno… Yo creo en el Individuo, descreo del Estado. Quizás yo no sea más que un pacífico y silencioso anarquista que sueña con la desaparición de los gobiernos. La idea de un máximo de Individuo y de un mínimo de Estado es lo que desearía hoy…

El anarquismo filosófico de raíz liberal spenceriana, aprendido del padre y alimentado en las conversaciones con Macedonio Fernández, marcaría a Borges fundamentalmente para un rechazo de toda tiranía de carácter personalista. Durante su juventud tuvo una activa militancia en la Unión Cívica Radical, por influencia de su abuelo Isidoro Acevedo Laprida, amigo personal de Leandro Alem, si bien más tarde se afilió al Partido Demócrata Conservador de la Capital Federal (rubricando la ficha n°12013), días antes de las elecciones presidenciales de 1963, a instancias del dirigente Emilio J. Hardoy. En un discurso dado por Borges en la sede partidaria del Partido Demócrata Conservador, en la calle Rodríguez Peña 525, luego de afiliarse, dijo: "Me siento muy feliz entre ustedes. Si tuviera que razonar esto, diría que las horas de mayor decoro y tranquilidad de la patria, corresponden a este partido". En 1928 escribió sobre Hipólito Yrigoyen:

Razonar esta convicción de yrigoyenista es empresa fácil. Equivale a pensar ante los demás lo que ya ha pensado mi pecho. Yrigoyen es la continuidad argentina.
Es el caballero porteño que supo de las vehemencias del alsinismo y de la patriada grande del Parque y que persiste en una casita (lugar que tiene clima de patria, hasta para los que no somos de él), pero es el que mejor se acuerda con profética y esperanzada memoria de nuestro porvenir.
Es el caudillo que con autoridad de caudillo ha decretado la muerte inapelable de todo caudillismo; es el presente que, sin desmemoriarse del pasado y honrándose con él se hace porvenir (...) Yrigoyen, nobilísimo conspirador del Bien, no ha precisado ofrecernos otro espectáculo que el de su apasionado vivir, dedicado con fidelidad celosa a la Patria.
Carta de Borges a Raúl González Tuñon hacia marzo de 1928.

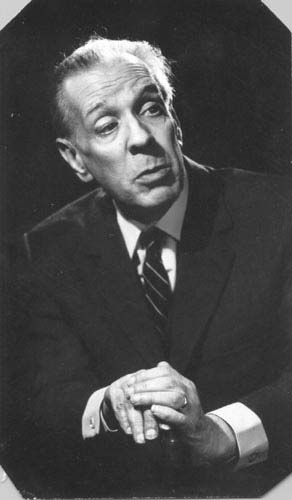
Borges en 1967

De su desapego con respecto a las utopías políticas da fe el copioso anecdotario del autor. Borges consideró su afiliación al Partido Conservador como «una forma de escepticismo». Es muy recordado el siguiente caso: «Una mañana de octubre de 1967, Borges está al frente de su clase de literatura inglesa de la facultad. Un estudiante entra y lo interrumpe para anunciar la muerte del Che Guevara y la inmediata suspensión de las clases para rendirle un homenaje. Borges contesta que el homenaje seguramente puede esperar. Clima tenso. El estudiante insiste: 'Tiene que ser ahora y usted se va'. Borges no se resigna y grita: 'No me voy nada. Y si usted es tan guapo, venga a sacarme del escritorio'. El estudiante amenaza con cortar la luz. 'He tomado la precaución –retruca Borges- de ser ciego esperando este momento'. El mismo escepticismo observó con respecto a lo que hoy llamamos «corrección política». Sobre un doctorado honoris causa recibido en los Estados Unidos en 1972, dice a Bioy Casares: «El acto fue evidentemente político. Si lo hubiera sabido, no iba. Nos dieron el título a cuatro personas: dos blancos, un piel roja y un negro. Yo creo que solo por racismo, porque toman en cuenta las razas, nos eligieron». Con ocasión de otro doctorado honoris causa, en 1976, en el Chile de Pinochet, recibió una llamada de Estocolmo advirtiéndole de que si acudía a recogerlo nunca iba a ganar el Nobel. Su respuesta fue:

Mire, señor; yo le agradezco su amabilidad, pero después de lo que usted acaba de decirme mi deber es ir a Chile. Hay dos cosas que un hombre no puede permitir: sobornos o dejarse sobornar. Muchas gracias, buenos días.[cita requerida]

Se opuso tajantemente al golpe de Estado encabezado por José Félix Uriburu que derrocó a Yrigoyen en septiembre de 1930. Tuvo un cruce al respecto con el reconocido escritor anarquista Roberto Arlt, que apoyaba el golpe. Según cuenta el propio Borges:

Fíjese que Arlt, en ese entonces, era partidario de Uriburu; bueno, un poco después. Pero cuando se produjo la revolución, él apoyó a Uriburu y yo era radical. Sin embargo, ahora se lo muestra a Arlt como todo lo contrario...

Si bien siempre priorizó su desarrollo literario por sobre la política, mantuvo una militancia relativamente activa dentro de la resistencia radical. Tras el fracaso de la revolución radical de 1933 en Paso de los Libres, Arturo Jauretche se vio obligado a exiliarse en Montevideo. Allí conoció a Borges, que había viajado al Uruguay a visitar familiares maternos. Jauretche le mostró su poema El Paso de los Libres, donde reivindicaba el levantamiento radical. A Borges le agradó a tal punto que aceptó escribir el prólogo para la primera publicación.
Durante toda su vida él trataría de rescatar, destacar y fomentar la individualidad por sobre los movimientos de masas. En particular en aquellos movimientos que, amparados en la figura de un líder carismático, se multiplicaban en las décadas de los treinta y cuarenta en la Argentina y el mundo. Borges, lejos de estar fuera de los acontecimientos de su época, interpretaba y criticaba muchos de ellos en el mismo momento en que sucedían. Así, en mayo de 1937, escribió en el número 32 de la revista Sur contra el racismo de los libros de texto de las escuelas alemanas:

No sé si el mundo puede prescindir de la civilización alemana. Es bochornoso que la estén corrompiendo con enseñanzas de odio.

En la misma revista, en 1939, escribió en su Ensayo de imparcialidad: «Es posible
que una derrota alemana sea la ruina de Alemania; es indiscutible que su victoria sería la ruina y el envilecimiento del orbe. No me refiero al imaginario peligro de una aventura colonial sudamericana; pienso en los imitadores autóctonos, en los Uebermenschen caseros que el inexorable azar nos depararía. […] Espero que los años nos traerán la venturosa aniquilación de Adolf Hitler, hijo atroz de Versalles».
Se debe destacar el carácter profético de la preocupación de Borges por la multiplicación de Übermenschen nativos. Para Borges, tal profecía se vería realizada en la figura de Perón y su ascensión al poder. Cuando, en 1946, Perón toma efectivamente el poder, Borges, que trabajaba en una biblioteca pública, fue «ascendido» a inspector de gallinas y conejos en los mercados. Borges fue a la municipalidad para preguntar a qué se debía ese nombramiento. Él mismo cuenta la anécdota en su autobiografía:

«Mire —dije al empleado—, me parece un poco raro que de toda la gente que trabaja en la biblioteca me hayan elegido a mí para desempeñar ese cargo». «Bueno —contestó el empleado— usted fue partidario de los aliados durante la guerra. Entonces, ¿qué pretende?» Esa afirmación era irrefutable, y al día siguiente presenté mi renuncia. Los amigos me apoyaron y organizaron una cena de desagravio. Preparé un discurso para la ocasión» («Borges», 1999, p. 112)

El discurso, dada la timidez de Borges, fue leído por su amigo Pedro Henríquez Ureña el día 8 de agosto de 1946 y publicado en el número 142 de la revista Sur. En él, Borges afirmaba que «las dictaduras fomentan la opresión, las dictaduras fomentan el servilismo, las dictaduras fomentan la crueldad; más abominable es el hecho de que fomenten la idiotez». Agregaba que combatir esas tristes monotonías «es uno de los muchos deberes del escritor».

«Yo nunca negué ser antiperonista. Además de razones generales, tengo razones particulares: mi madre estuvo presa. Sí, al principio participó en una manifestación que hubo para que no se modificara el Himno Nacional. Y entonces tomaron presas a algunas personas. A mi madre le dieron, como prisión, esta casa. (...) Y luego mi hermana estuvo presa, en el Buen Pastor. Era una cárcel para prostitutas. Y a un grupo de señoras las destinaron allí, bueno, para insultarlas deliberadamente. Y cumplieron sus 30 días. Salvo que ellas no sabían que iban a ser 30 días, de modo que para ellas fue indefinido aquello. (...) Los domingos íbamos a verlas. Y me parecía tan raro ver la cara de mi hermana detrás de la ventanilla con rejas. Y le llevábamos… bueno, lo que se lleva a los presos: dulce de membrillo, dulce de leche…»
Relato de Borges en una entrevista durante la década de los 80

Borges es frecuentemente cuestionado por ciertos sectores progresistas que lo acusan de haber avalado las dictaduras militares que imperaron en América Latina durante la década de los '70. Según Edwin Williamson, ya «durante sus estancias en España, Borges pregonó a los cuatro vientos su apoyo a los regímenes militares de Iberoamérica, descartando la democracia como una “superstición”». Por otra parte, «de la guerra civil española declaró: “yo estaba del lado republicano, pero luego me di cuenta, en la paz, de que Franco era merecedor de elogios”».[cita requerida]
Su apoyo a los levantamientos militares contra el peronismo (tanto en 1955 como en 1976) respondía al deseo de que se emprendiese una normalización democrática que excluyera al peronismo y al comunismo, mas no un régimen dictatorial. Prueba de esto son sus posteriores críticas a la Revolución Libertadora y al Proceso de Reorganización Nacional.

-¿Qué opinión le merecerá a Borges, entonces, la que dio en llamarse Revolución Libertadora?
-Estábamos todos engañados, creímos que todo iba a cambiar, que era como una suerte de aurora. Estábamos muy entusiasmados todos por la Revolución Libertadora. (...) Después hubo gobiernos mediocres, y algunos cómplices, como el de Frondizi.
-¿Qué recuerdo habrá dejado en el escritor el gobierno de Arturo Illia?
-Creo que fue el mejor. Al menos el menos malo, sí, seguro. Porque los gobiernos militares realmente son un mal de toda esta América del sur.
-Claro que a nadie se le escapa que Borges estuvo esperanzado con el golpe militar de 1976…
-Sí, es verdad. Yo estaba en California con un amigo y recuerdo que cuando supimos lo que había ocurrido nos abrazamos. La gente que pasaba, con toda razón, pensaba que estábamos locos. Pero luego fuimos gradualmente desengañándonos. Los militares subieron con el apoyo del país, sin excluir a los peronistas. A todo el mundo le pareció bien que sacaran a Isabel Perón y a López Rega. Luego hemos tenido estos 6 o 7 años desastrosos.
Fragmento de una entrevista realizada en 1983

Sus opiniones sobre la dictadura fueron mutando con el tiempo, ya que para 1980 se encontraba entre los firmantes de una solicitada de solidaridad de Madres de Plaza de Mayo, dicho apoyo dado tras reunirse con dos madres de dicha organización.
Después de la dura represión (varios centenares de muertos) que sufrieron estudiantes universitarios en la Plaza de las Tres Culturas de la Ciudad de México el 2 de octubre de 1968 (conocida como ‘masacre de Tlatelolco’), Borges presuntamente firmó junto con los escritores Manuel Peyrou y Adolfo Bioy Casares un telegrama enviado desde Buenos Aires a través del cual expresó su respaldo al gobierno mexicano. Lo anterior motivó al escritor y Premio Cervantes mexicano Carlos Fuentes a declarar que “Borges era un genio literario y un imbécil político”. Sin embargo, también existen fuentes que rechazan dicha acusación.
En 1980 había firmado una Solicitada por los desaparecidos en el diario Clarín. Borges dijo al respecto:

Una tarde vinieron a casa las Abuelas y Madres de Plaza de Mayo a contarme lo que pasaba. Algunas serían histriónicas, pero yo sentí que muchas venían llorando sinceramente porque uno siente la veracidad. Pobres mujeres tan desdichadas. Esto no quiere decir que sus hijos fueran invariablemente inocentes pero no importa. Todo acusado tiene derecho, al menos, a un fiscal para no hablar de un abogado defensor. Todo acusado tiene derecho a ser juzgado. Cuando me enteré de todo este asunto de los desaparecidos me sentí terriblemente mal. Me dijeron que un general había comentado que si entre cien personas secuestradas, cinco eran culpables, estaba justificada la matanza de las noventa y cinco restantes. ¡Debió ofrecerse él para ser secuestrado, torturado y
muerto para probar esa teoría, para dar validez a su argumento!

En otra entrevista realizada en 1983, se refirió más en detalle respecto a la dictadura militar y su relación con ella:

-¿Cómo y por dónde supone usted que debe comenzar la difícil tarea de volver a poner el país en marcha? 

Tenemos un camino muy arduo que recorrer todavía. Hay que desandar muchos años del gobierno militar. Lo primero es la situación económica, luego, durante tantos años la deshonra, la corrupción, la coima. Todos estamos un poco manchados tal vez. Es muy difícil modificarlo en forma rápida. No sé si la gente espera un milagro de la noche a la mañana. Si nuestra esperanza es impaciente, creo que es un grave error. Ahora mismo, el peso argentino, traspuestas las fronteras, se evapora. Cuando me brindan dinero argentino, es lo mismo que me ofrecieran hojas secas... Tantos años que yo me dejé engañar con los militares, con los militares que subieron al poder... 

-Pero no sólo usted. Mucha gente pensó lo mismo... 

-Gran parte del pueblo argentino. Es que se esperaba no que fuera un gobierno eficaz, sino honesto, que se diferenciara del peronismo. Pero despojaron el país, lo expoliaron, lo destrozaron. Han cometido todos los errores y todos los crímenes posibles. Hasta se habla de 30.000 desaparecidos... Desaparecidos es un eufemismo, pero es decir 30.000 personas, acaso secuestradas, torturadas y tal vez asesinadas. Hasta inventaron una guerra.

El día que Borges asistió a la sala donde se juzgaban a las Juntas Militares argentinas escribió una crónica para la agencia española EFE. Se tituló Lunes, 22 de julio de 1985.
La guerra de las Malvinas fue un conflicto armado entre Argentina y el Reino Unido ocurrido en las Islas Malvinas, Georgias del Sur y Sandwich del Sur entre el 2 de abril y el 14 de junio de 1982 por la soberanía sobre estos archipiélagos australes tomados por la fuerza en 1833 y dominados desde entonces por el Reino Unido. El saldo final de la guerra fue la reocupación de los tres archipiélagos por parte del Reino Unido y la muerte de 649 militares argentinos, 255 británicos y 3 civiles isleños. En Argentina, la derrota en el conflicto precipitó la caída de la junta militar que gobernaba el país y que había sucedido a otras juntas militares instauradas tras el golpe de Estado de 1976 y la restauración de la democracia como forma de gobierno. Por otro lado, se sostiene que la victoria en el enfrentamiento permitió al gobierno conservador de Margaret Thatcher lograr la reelección en las elecciones del año 1983. En 1982 Borges condenó la invasión argentina de las Islas Malvinas, y valoró en forma positiva las consecuencias de la derrota:

...si se hubiesen reconquistado las Malvinas, posiblemente los militares se hubiesen perpetuado en el poder y tendríamos un régimen de aniversarios, de estatuas ecuestres, de falta de libertad total. Además, yo creo que la guerra se hizo para eso, ¿no?

Al respecto, dijo Julian Barnes: «Durante la guerra de Malvinas, (Borges) nos recordó que la obligación del escritor es decir la verdad más allá de la popularidad. Es lo que hizo con su comentario, brillante y sagaz, de que la guerra no era más que “dos pelados peleándose por un peine”».
Aparte de ese comentario, Borges logró sintetizar lo absurdo de los nacionalismos y de las guerras en su poema Juan López y John Ward.

Les tocó en suerte una época extraña. 

El planeta había sido parcelado en distintos países,

cada uno provisto de lealtades, 

de queridas memorias, 

de un pasado sin duda heroico, 

de derechos, 

de agravios, 

de una mitología peculiar, 

de próceres de bronce, 

de aniversarios, 

de demagogos y de símbolos. 

Esa división, cara a los cartógrafos, auspiciaba las guerras. 

López había nacido en la ciudad junto al río inmóvil; 

Ward, en las afueras de la ciudad por la que caminó Father Brown. 

Había estudiado castellano para leer el Quijote. 

El otro profesaba el amor de Conrad, 

que le había sido revelado en una aula de la calle Viamonte. 

Hubieran sido amigos, pero se vieron una sola vez cara a cara, 

en unas islas demasiado famosas, 

y cada uno de los dos fue Caín, 

y cada uno, Abel. 

Los enterraron juntos. 

La nieve y la corrupción los conocen. 

El hecho que refiero pasó en un tiempo que no podemos entender.

## Borges y la filosofía
Borges mantuvo una relación sumamente original con la filosofía. Prueba de ello son las incontables menciones filosóficas presentes en su obra ensayística y literaria, así como también su influencia sobre importantes filósofos y pensadores contemporáneos, como Michel Foucault, Ilya Prigogine, Richard Rorty, Umberto Eco y Fernando Savater.
Sin ser propiamente filósofo Borges era, no obstante, un ávido lector de filosofía. Uno de los elementos originales de su abordaje es que en sus textos las ideas filosóficas aparecen de forma tal que producen en los lectores su vivencia antes que su conceptualización. Borges rescata ciertas ideas y las representa en clave literaria, destacando lo que estas tienen de vívido y de maravilloso, apelando a la intuición del lector antes que a su captación conceptual o argumentativa. Las ideas así presentadas son comprendidas en toda su fuerza expresiva. Para generar este efecto, uno de sus procedimientos consiste en asumir las premisas propias de un determinado sistema filosófico y recrear el universo tal como sus partidarios lo perciben. Por ejemplo, en su cuento Tlön, Uqbar, Orbis Tertius, Borges ilustra el idealismo filosófico al presentarnos un mundo —Tlön— cuyos habitantes conciben lo real como un producto de la mente. Según Nicolás Zavadivker, Borges no nos habla en esa historia sobre el idealismo, sino que nos presenta directamente un mundo construido según las premisas idealistas. De esta forma genera una comprensión de estas ideas desde dentro del propio sistema, desde sus posibilidades y sus límites. Desliza, por ejemplo, que no existen los sustantivos en las lenguas de Tlön, por la sencilla razón de que sus habitantes no creen que haya cosas a las que estos puedan referirse, como afirma el idealismo. Borges ilustra magistralmente los alcances de esta ausencia traduciendo la frase «surgió la luna sobre el río» por la tlöniana «hacia arriba detrás duradero-fluir luneció».
Este rescate de Borges de las consecuencias más maravillosas de las perspectivas filosóficas que trata se vincula a su explícita opción por la belleza antes que por la verdad. Así, Borges afirma encontrar en su obra una tendencia consistente en «estimar las ideas religiosas o filosóficas por su valor estético y aún por lo que encierran de singular y de maravilloso». Su esteticismo posiblemente sea una de las claves de la aparente adscripción de Borges hacia filosofías contradictorias, lo que generó discusiones en torno de su propia posición filosófica. También en varias ocasiones destacó su escepticismo con respecto a las posibilidades de la filosofía: «No hay ejercicio intelectual que no sea finalmente inútil. Una doctrina filosófica es al principio una descripción verosímil del universo; giran los años y es un mero capítulo —cuando no un párrafo o un nombre— de la historia de la filosofía». Según Zavadivker, su esteticismo y su descreimiento en las posibilidades de la filosofía para explicar el mundo lo llevó a asumir y hasta festejar la pluralidad de perspectivas con que los hombres han interpretado el mundo, sin necesidad de definirse por alguna de ellas.

### Mauthner: Filosofía y lenguaje

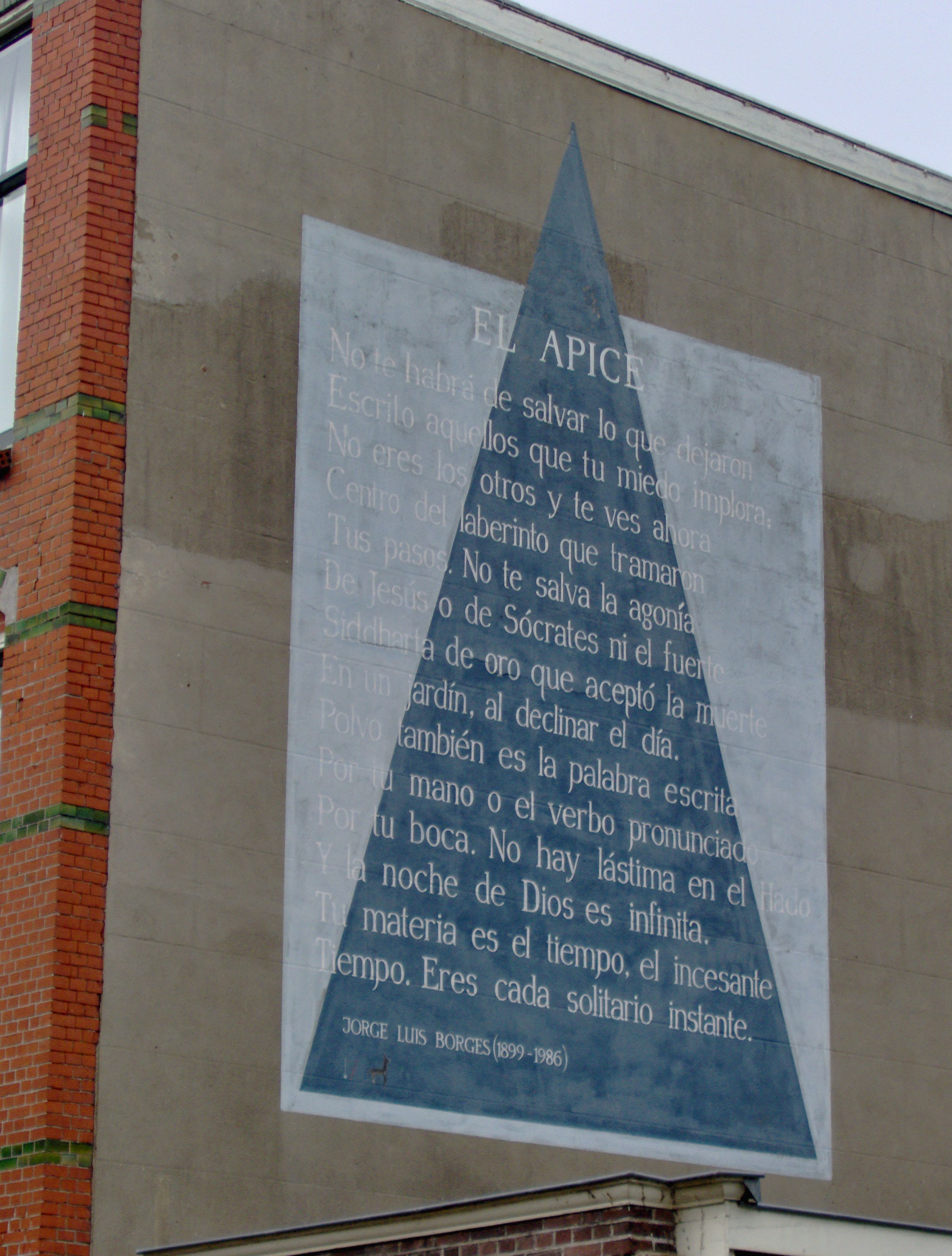
El Ápice (Leiden)

Fritz Mauthner, filósofo del lenguaje y autor del Diccionario de Filosofía (Wörterbuch der Philosophie), ejerció gran influencia sobre Borges. Así lo reconoció este en numerosas ocasiones a lo largo de su vida. Según afirmó en 1940 en la revista «Sur», la obra mencionada fue uno de los cinco libros más anotados y releídos por él. Citó por primera vez a Mauthner en 1928 en El idioma de los argentinos para justificar la imposibilidad de ordenar las ideas por afinidad (clasificación psicológica). Posteriormente, se refirió a él en diversas revistas y escritos suyos como uno de sus autores predilectos. En 1962 volvió a mencionarle para alabar su erudición y su fino sentido del humor.
El Diccionario de Filosofía suministró a Borges un repertorio de temas filosóficos (el alma, la conciencia, el mundo, el espíritu, etcétera) sobre los que explorar sus posibilidades literarias. Cada tema incluía una parte histórica donde exponía las aportaciones de filósofos como Plotino, Schopenhauer, Hume, Spinoza, Berkeley, Russell y otros. Para Mauthner la primera y más fundamental preocupación filosófica fue el lenguaje: «La realidad de la filosofía es esencialmente lingüística».
Borges abordó el tema del lenguaje en varias de sus obras, desde diversos ángulos. La influencia directa de Mauthner se revela en ocho relatos, como lo señala Silvia G. Dapía.
Así, en Pierre Menard, autor del Quijote, encontramos la interpretación temporal del lenguaje. Tlön, Uqbar, Orbis Tertius aborda la discrepancia entre lenguaje y realidad. Emma Zunz y Tema del traidor y del héroe tratan de la superstición de la palabra, es decir, de la creencia que respaldaría la existencia de una palabra por la existencia de un objeto. En Tigres azules está presente la tesis mauthneriana de la insuficiencia lógica del lenguaje. El otro vindica la naturaleza metafórica de todo lenguaje. El inmortal plantea el poder de los arquetipos sobre los procesos mentales individuales. Por último, en El congreso, uno de los relatos más ambiciosos de Borges, se probaría la arbitrariedad de los sistemas de clasificación lingüística.

## Borges y la religión
Durante toda su vida, Borges no profesó religión alguna y se declaró algunas veces agnóstico y otras ateo. Sin embargo, por expreso pedido de su madre —católica devota— Borges rezaba un padrenuestro y un avemaría antes de irse a dormir y en su lecho de muerte recibió la asistencia de un sacerdote católico. En 1978, en una entrevista del periodista peruano César Hildebrandt, Borges afirma tener la certeza de que Dios no existe. Asimismo, en su interés por las culturas orientales, Borges incursionó en el budismo, del cual habló en sus conferencias y escribió ¿Qué es el budismo?, en colaboración con Alicia Jurado.

## Borges, la ciencia e internet
Con el pasar del tiempo se ha hecho cada vez más difícil ser un lector de Borges «en el sentido ingenuo de la palabra». Todos creen encontrar en cada frase y aún en cada palabra de sus cuentos, los más sofisticados e intrincados mensajes y sub-mensajes, los que son objeto de novedosas interpretaciones y contra-interpretaciones. Es interesante observar que entre las ideas que sirven de fundamento para las fantasías de Borges, junto a las doctrinas filosóficas, o pseudo-filosóficas, se encuentran también alusiones a ciertas ideas científicas. Estas últimas han entusiasmado enormemente a algunos críticos que han querido encontrar en ellas significativas antelaciones científicas y le atribuyen así a Borges un profundo entendimiento en la materia. Este entusiasmo ha sido avivado por muchas referencias en textos de popularización científica para los cuales los cuentos de Borges ofrecen buenas y asequibles ilustraciones de ideas que de otra manera pueden parecer extremadamente abstractas e incomprensibles para el público no especializado.
En numerosos textos de divulgación científica se citan cuentos de Borges. Así, se menciona a La biblioteca de Babel para ilustrar las paradojas de los conjuntos infinitos y la geometría fractal, referencias a la taxonomía fantástica del doctor Franz Kuhn, en El idioma analítico de John Wilkins (un favorito de neurocientíficos y lingüistas), invocaciones a Funes el memorioso para representar sistemas de numeración y hasta una cita de El libro de arena en un artículo sobre la segregación de mezclas granulares.
En todos estos casos, las citas a cuentos de Borges no son más que ejemplos metafóricos que dan brillo a la prosa opaca de las explicaciones técnicas. Sin embargo, una notable excepción la constituye El Jardín de senderos que se bifurcan, donde Borges propone sin saberlo (no podría haberlo sabido) una solución a un problema de la física cuántica todavía no resuelto. El jardín, publicado en 1941, se anticipa de manera prácticamente literal a la tesis doctoral de Hugh Everett III publicada en 1957 con el título Relative State Formulation of Quantum Mechanics y que Bryce DeWitt habría de popularizar como La interpretación de los muchos mundos de la mecánica cuántica. El físico Alberto Rojo ha analizado esa sorprendente correspondencia y ha concluido que el parecido entre los textos de Borges y de Everett III muestra de qué manera extraordinaria la mente de Borges estaba inmersa en el entramado cultural del siglo XX, en esa complejísima red cuyos secretos componentes se ramifican más allá de los límites clasificatorios de cada disciplina. La estructura de ficción razonada de los cuentos de Borges, que a veces parecen teoremas con hipótesis fantásticas, es capaz de destilar ideas en proceso de gestación que antes de convertirse en teorías hacen escala en la literatura. Y así como las ideas de Everett y DeWitt pueden leerse como ciencia ficción, en El Jardín de los senderos que se bifurcan, la ficción puede leerse como ciencia.
Por otro lado, un número creciente de comentaristas contemporáneos —ya se trate de profesores de literatura o de críticos culturales como Umberto Eco— concluye que, por más extraordinario e insólito que parezca, Borges prefiguró la World Wide Web. En un libro reciente, Borges 2.0: From Text to Virtual Worlds (Borges 2.0: del texto a los mundos virtuales), Perla Sassón-Henry explora las relaciones entre la Internet descentralizada de YouTube, los blogs y Wikipedia y los cuentos de Borges, que «hacen del lector un participante activo». Un grupo de relatos de Borges —entre ellos Funes, el memorioso, La biblioteca de Babel y Tlön, Uqbar, Orbis Tertius— se publicó en los Estados Unidos bajo el título de Labyrinths a principios de la década de 1960. Con sus bibliotecas infinitas y hombres que no olvidan, enciclopedias y mundos virtuales que se conjuran desde la página impresa, así como portales que abarcan todo el planeta, estos relatos (junto con algunos otros como El Aleph) pasaron a constituir según muchos críticos las claves de la intersección entre la nueva tecnología y la literatura. Un ejemplo es la idea de una «biblioteca total» que aparece en 1941 y que anunciaría la capacidad de Internet. Sassón-Henry, profesora asociada del Departamento de Estudios del Lenguaje de la Academia Naval de los Estados Unidos, describe a Borges como alguien «del Viejo Mundo pero con una visión futurista». New Directions, la editorial que publicó Labyrinths, reeditó la antología en mayo de 2008 por primera vez en más de cuarenta años. En un indicio de cómo cambian los tiempos, la primera edición de Labyrinths estaba prologada por André Maurois, de la Academia Francesa de la Lengua; la edición actual, en cambio, comprende una introducción de William Gibson, el escritor ciberpunk.
Del mundo creado por Borges en su cuento sobre Tlön, Uqbar, Orbis Tertius a la configuración de Wikipedia y su funcionamiento en el medio digital hay solo un paso lleno de referencias cruzadas. La lectura del relato de Borges desde esta perspectiva nos hace también replantearnos el estatus de realidad de la imagen del mundo que crea la Wikipedia como trabajo anónimo colaborativo, que es lo que se plantea Borges.
Respecto a A First Encyclopedia of Tlön, donde se describe el planeta Tlön, escribe Borges:

Ahora tenía en las manos un vasto fragmento metódico de la historia total de un planeta desconocido, con sus arquitecturas y sus barajas, con el pavor de sus mitologías y el rumor de sus lenguas, con sus emperadores y sus mares, con sus minerales y sus pájaros y sus peces, con su álgebra y su fuego, con su controversia teológica y metafísica. Todo ello articulado, coherente, sin visible propósito doctrinal o tono paródico.
Borges (1974, p. 434)

Wikipedia, un proyecto nacido en el año 2001, cuyo lema es «La enciclopedia libre que todos podemos editar», y, según palabras de su cofundador Jimmy Wales, el proyecto constituye «un esfuerzo para crear y distribuir una enciclopedia libre, de la más alta calidad posible, a cada persona del planeta, en su idioma», para lograr «un mundo en el que cada persona del planeta tenga acceso libre a la suma de todo el saber de la humanidad». Con respecto a la autoría, las semejanzas también son notables:

En los hábitos literarios también es todopoderosa la idea de un sujeto único. Es raro que los libros estén firmados. No existe el concepto de plagio: se ha establecido que todas las obras son obra de un solo autor, que es intemporal y es anónimo.
Borges (1974, p. 439)

Wikipedia, por su parte, es esencialmente un wiki —un sitio web el cual permite la autoría pública general y edición de cualquier página—. De hecho, una política esencial de Wikipedia es que es de contenido abierto: 

El texto y material de contenido abierto se encuentra licenciado por el dueño del copyright, al público general, permitiendo a todos la redistribución y alteración del texto sin ningún cargo y garantizando que nadie puede restringir el acceso a versiones modificadas del contenido.

Un autor múltiple y anónimo tanto en la enciclopedia de Tlön como en Wikipedia, en realidad construye el conocimiento del mundo, sea este una invención o no: en Tlön, siguiendo unas directrices filosóficas idealistas; en Wikipedia, siguiendo unas normas de universalidad del conocimiento y respeto democrático a las ideas, y prohibida la aportación original, se exige describir conocimientos y teorías respaldadas y popularmente aceptadas.
Ahora muchos piensan que «el contacto y el hábito de Tlön han desintegrado este mundo» y quizás es tan cierto como que ha construido otro, rizomático y laberíntico: Tlön significa mapa en islandés, y Tlön es verdaderamente mapa enciclopédico de un laberinto originado en Uqbar (que significa desviándose del camino), laberinto que crece y se bifurca constantemente, cuyos objetos ideales o hrönir (que significa en islandés pilas de materia que cambian por la acción externa) varían y se suceden en la tecnología wiki (en hawaiano, con rapidez), formando un Tlön informático, depósito dinámico de la memoria colectiva humana mediante el consenso de unos wikipedistas. Como al Borges del relato, «si nuestras previsiones no erran, de aquí a cien años alguien descubrirá los cien tomos de la Segunda Enciclopedia de Tlón.» Claro está que, debido a su soporte informático, esa espera es innecesaria. Wikipedia se está reescribiendo ya, en este instante, constantemente.
Igualmente enigmática y profética es la referencia a Orbis Tertius (Mundo 3.º, en latín), término (World 3 o Mundo 3) que muchos años después sería usado por el filósofo de la ciencia Karl Popper para designar a los mundos construidos por la mente humana. Cabe la aclaración de que lo citado anteriormente en esta sección son puramente especulaciones, ya que Borges nunca realizó o contribuyó con un descubrimiento científico sólido verificable; lo suyo fueron exclusivamente aportaciones literarias que no se sostienen en al ámbito científico ya que difícilmente podría él entender así fuera los rudimentos de los campos científicos en los que supuestamente él fue un precursor.

## Discípulos contemporáneos
Si bien Borges no ha tenido «discípulos» directos —pues ello supondría una estética y una escuela previsibles de las que él mismo descreía— hay autores contemporáneos que, de acuerdo con sus críticos, han recibido su influencia de modo directo. El hecho de que hubieran conocido a Borges personalmente y hayan leído su obra en castellano, puede haber influido en las obras de Ricardo Piglia, César Aira, Roberto Bolaño, Carlos Fuentes, Orhan Pamuk, Paul Auster, Salman Rushdie y Umberto Eco, por no mencionar a algunos de los obvios (que además lo han reconocido): Ernesto Sabato, Julio Cortázar, Adolfo Bioy Casares, Julio Ramón Ribeyro, entre otros. También es destacable la influencia que la obra de Borges tuvo en diversos pensadores contemporáneos de otras latitudes, como es el caso de Gilles Deleuze o Michel Foucault.

## Las amistades de Borges

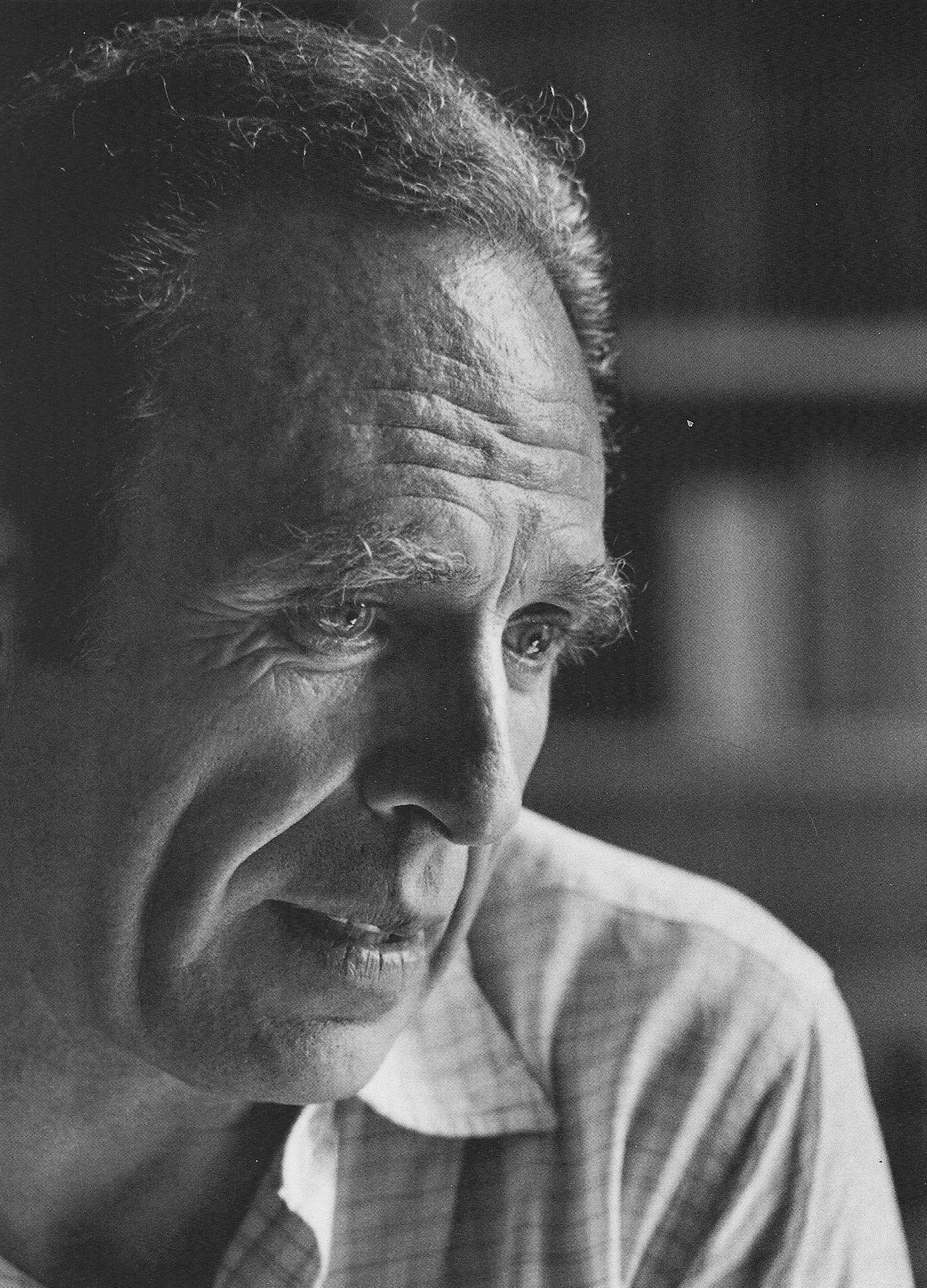
Uno de los amigos íntimos de Borges: Adolfo Bioy Casares. La fotografía fue tomada en 1968.

Borges tuvo dos amigos íntimos durante la mayor parte de su vida: los escritores Adolfo Bioy Casares y Manuel Peyrou. A Bioy Casares lo conoció en la casa de Victoria Ocampo y a Peyrou se lo presentaron en un bar alemán de la calle Corrientes cerca de Pueyrredón, en la década de 1920. La relación de amistad con cada uno de ellos fue profundamente diferente. Con Bioy se trataba de una amistad «a la inglesa», que excluía las confidencias; la que mantuvo con el segundo, en cambio, incluyó las confesiones más íntimas y personales. Cuando Borges necesitó la ayuda de un psiquiatra —así lo reveló Estela Canto—, fue Peyrou quien se lo recomendó. Tras la muerte de su amigo en 1974, Borges escribió un poema que lleva por título Manuel Peyrou y que publicó luego en Historia de la noche:

Suyo fue el ejercicio generoso 

de la amistad genial. Era el hermano 

a quien podemos, en la hora adversa, 

confiarle todo o, sin decirle nada, 

dejarle adivinar lo que no quiere 

confesar el orgullo (...)

También cultivó la amistad del mexicano Alfonso Reyes, a quien conoció a través de Pedro Henríquez Ureña. Durante la etapa en que Reyes fue embajador en Buenos Aires (de 1927 a 1930) se veían con frecuencia, primero en la villa de Victoria Ocampo y después en las tertulias que el propio Reyes organizaba los domingos en la sede diplomática.
A Borges «sobre todo le subyugaba el refinado y seductor estilo literario del escritor mexicano», hasta el punto de considerarlo «el mejor prosista de lengua española en cualquier época». En su recuerdo escribió el poema In memoriam. Para algunos críticos, su cuento Funes el memorioso sugiere un «velado reconocimiento y homenaje del ya maduro alumno a su evocado mentor».

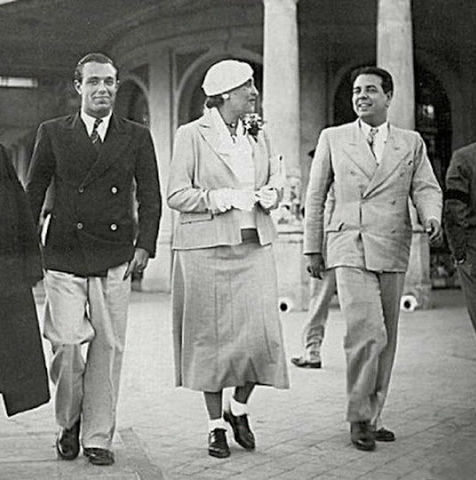
De izquierda a derecha, Adolfo Bioy Casares, Victoria Ocampo y Jorge Luis Borges en Mar del Plata en 1935.

Aparte de estos amigos muy cercanos —y de Silvina Ocampo, escritora, hermana de Victoria y esposa de Bioy Casares—, que lo fueron desde el principio de la década de los treinta hasta el fin, otros que giraron en la órbita de ese grupo —en distintas épocas y por diversos espacios de tiempo— fueron Carlos Mastronardi, Emma Risso Platero, Francisco Luis Bernárdez, Xul Solar, Manuel Mujica Lainez, Ernesto Sabato, Enrique Amorim, Ricardo Güiraldes, Oliverio Girondo, Norah Lange, Elvira de Alvear, Ulises Petit de Murat, Santiago Dabove, Alicia Jurado, Julio César Dabove, Gloria Alcorta, Estela Canto, María Esther Vázquez, Néstor Ibarra y Héctor Germán Oesterheld. Macedonio Fernández no fue estrictamente amigo sino una especie de mentor de Borges, y únicamente durante unos años, hasta que se distanciaron por razones políticas. Curiosamente, Fernández se graduó de abogado en la Universidad de Buenos Aires en 1897, junto a los padres de Borges y Peyrou.
Maurice Abramowicz es un abogado, escritor y poeta de origen judío-polaco. Borges lo conoció en Ginebra en 1914, mientras estudiaba en el Collège Calvin. Dos años menor que Borges, lo inició en la lectura de Rimbaud y mantuvo correspondencia con él sobre temas literarios. En algunos relatos Borges le atribuye comentarios o le dedica páginas. José Bianco (1908-1986) fue un escritor y traductor argentino. Publicó, entre otras obras, La pequeña Gyaros (cuentos, 1932), Sombras suele vestir (1941) y Las ratas (novela, 1941). Realizó excelentes traducciones, como Otra vuelta de tuerca, La lección del maestro, La muerte del león y Hermosas imágenes. Borges fue su amigo personal; prologó diversas obras suyas y publicó, en 1944, una reseña de la novela Las ratas en la prestigiosa revista Sur. Susana Bombal fue una escritora argentina. Su amigo, Borges, prologó su libro Tres domingos (1957), en donde expresa que «el método narrativo es el de Virginia Woolf; no recibimos los hechos directamente sino su reflejo en una conciencia y la pasión o el pensamiento con los datos sensibles». En 1969 obtuvo el Premio Municipal de Teatro Leído (Green Wings, una versión anterior de esta obra, escrita en inglés, había sido publicada por la editorial Losange en 1959). El cuadro de Anneke Loos (cuentos, 1963) fue premiado por la Sociedad Argentina de Escritores con la Faja de Honor. Borges publicó en 1971 El arte de Susana Bombal, un ensayo sobre su obra aparecido en el diario La Nación.

## Las mujeres y el sexo en la vida y en la obra de Borges

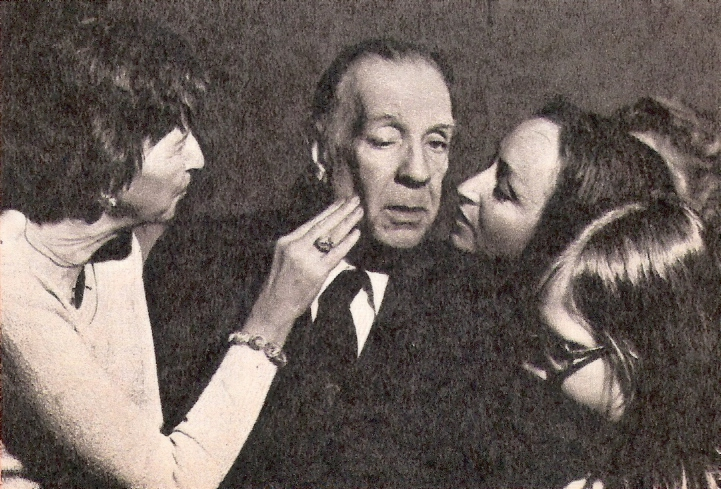
Borges y un grupo de admiradoras

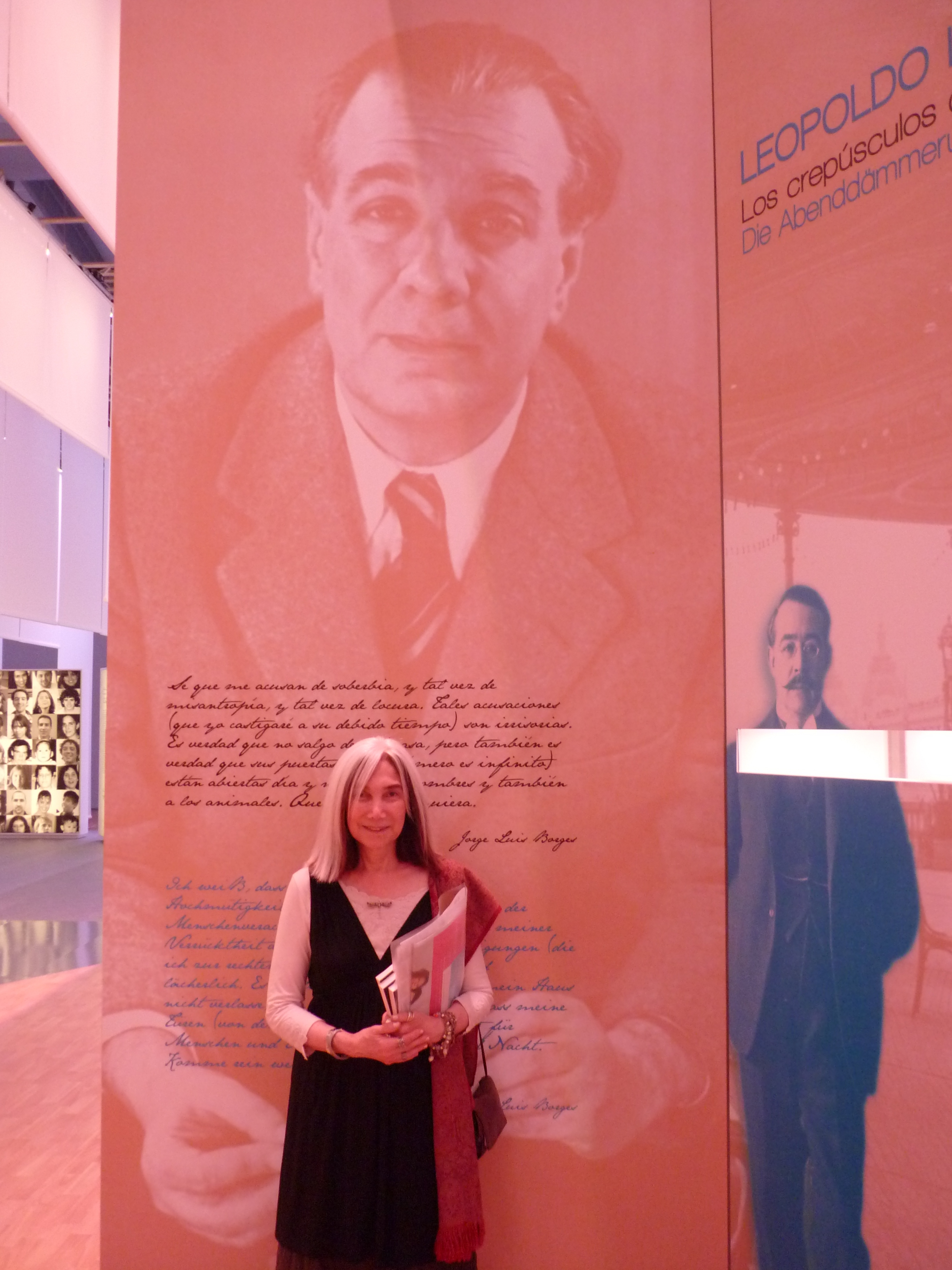
María Kodama en la Feria del Libro de Frankfurt 2010

El papel de las mujeres en la vida y en la obra de Borges ha sido siempre objeto de estudio. Con respecto a su madre, por ejemplo, el hispanista escocés Edwin Williamson le atribuye una importancia fundamental en su biografía sobre Borges. Esa cualidad de «madre opresora» fue desmentida por el propio Borges, que reconoció siempre la autoridad de su padre, y quien a diferencia de la «ignorante familia de su madre» (según él mismo afirmó) le dejó en herencia un «mundo intelectualmente más complejo», es decir el idioma inglés y su biblioteca, el hecho más importante de su vida, según Borges. Para Emir Rodríguez Monegal, por ejemplo, el papel de «Madre» en la vida de Borges era menor. «La parte que Madre juega en el mito personal de Borges: está siempre allí, siempre mencionada con cortesía, pero siempre mantenida (de manera muy sutil) en una posición subordinada».
Los pormenores de su estancia en Ginebra y España durante la adolescencia del escritor, en donde no solo tuvo su primera y, según todos sus biógrafos, traumática experiencia sexual, sino que conoció a su primer amor, Emilie, y encontró una nueva literatura y nuevos amigos con quien compartirla. La sorprendente «evidencia» del gran primer amor de Borges —cuya identidad ha sido siempre motivo de especulación— es la tan aparentemente tangencial Norah Lange. A ella, por ejemplo, según Williamson, estarían dedicados los Two English Poems y desde luego, Historia universal de la infamia. La profunda huella que le habría dejado su rechazo, más la supuesta rivalidad con el también escritor Oliverio Girondo por los favores de Norah. Así, varias mujeres han gravitado en la vida de Borges, como: Emilie, Concepción Guerrero, Norah Lange, Estela Canto, Elsa Astete, María Kodama, a las cuales se podrían agregar aquellas que rechazaron a Borges.
El sexo y las mujeres son dos componentes problemáticos en la ficción de Borges: estos dos elementos se encuentran principalmente ausentes en su obra. Por ejemplo, las escenas de actos sexuales se hallan casi totalmente ausentes en los escritos borgeanos (el encuentro sexual del cuento Emma Zunz con un marinero anónimo es la excepción más notable, y aun así se narra mediante una elipsis); la más velada sugerencia de actividades eróticas se halla limitada a unos pocos relatos. En la obra de Borges los personajes femeninos no suelen tener un papel central en la narración o una personalidad independiente; en general prima su ausencia, ejercen una presencia secundaria o son objetos de la narración y no sujetos de la enunciación. El mundo ficticio creado por Borges es un lugar donde las mujeres, si es que aparecen, parecen existir como objetos secundarios con el propósito de proveer a los hombres de una oportunidad para el sexo. El sexo y las mujeres se utilizan principalmente como piezas de negociación en la relación entre hombres, nunca para la procreación o el placer.

## Premios, distinciones y homenajes

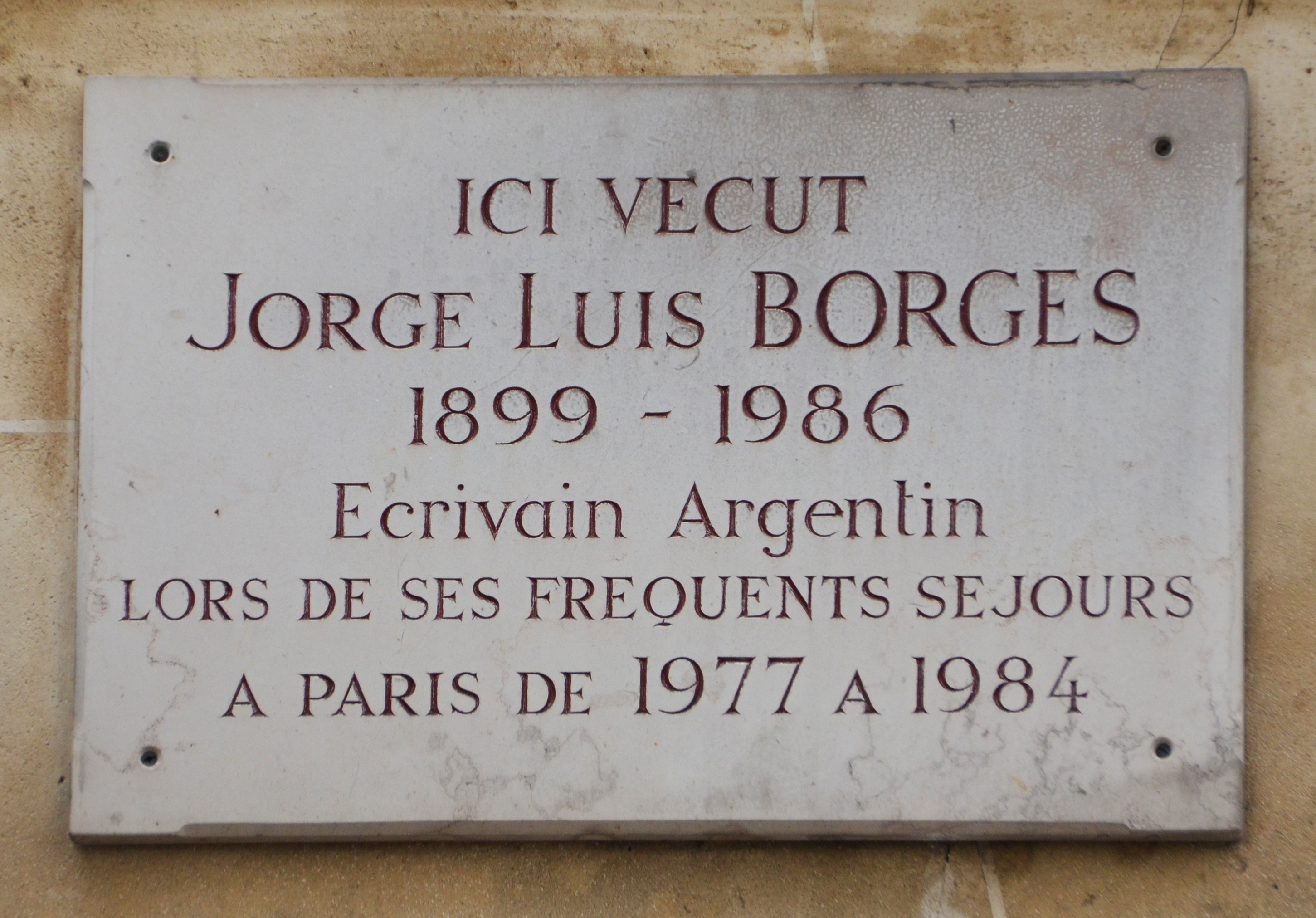
Placa en homenaje a Borges ubicada en L'Hôtel (París)

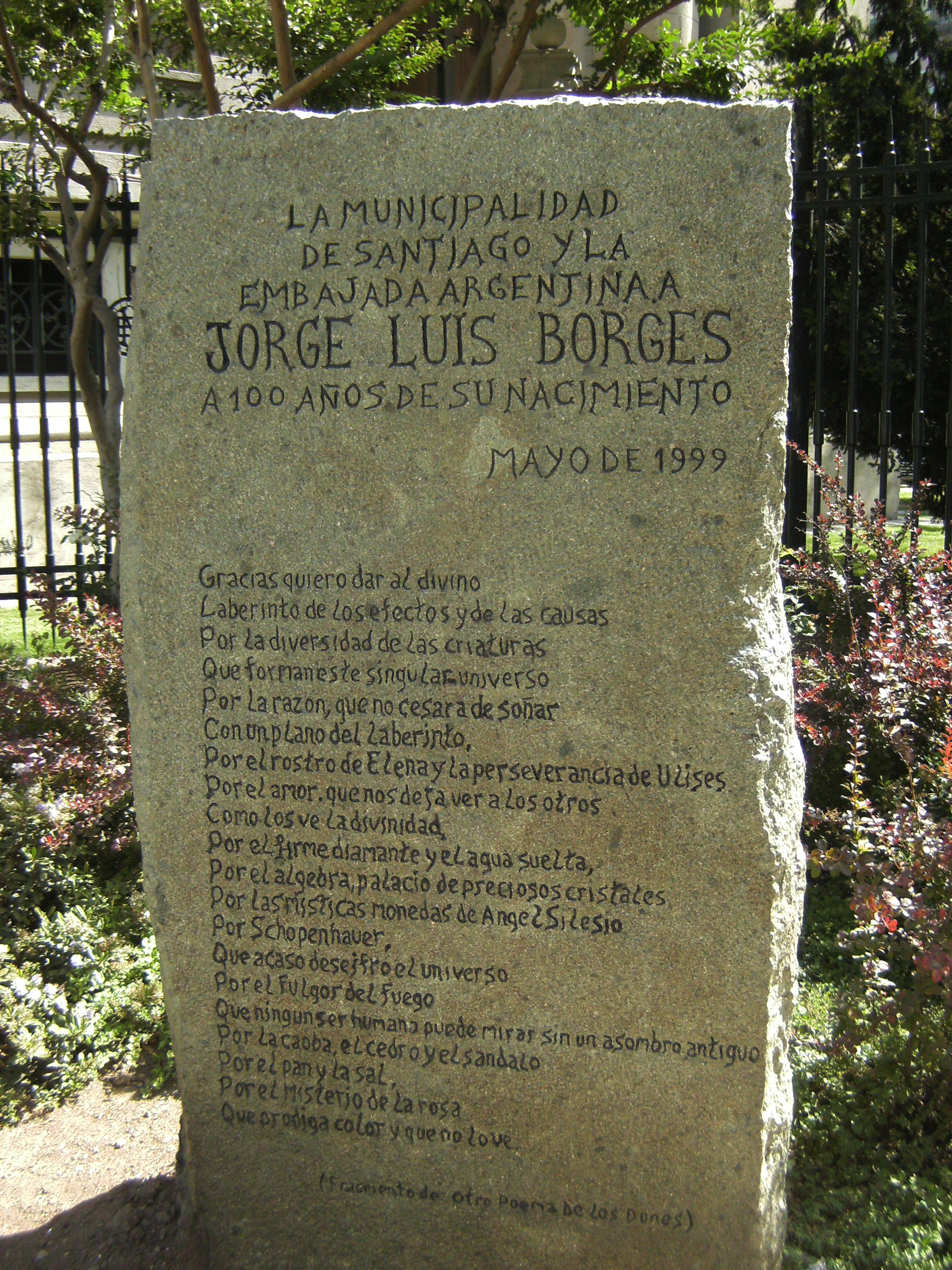
Homenaje a Borges en Santiago de Chile

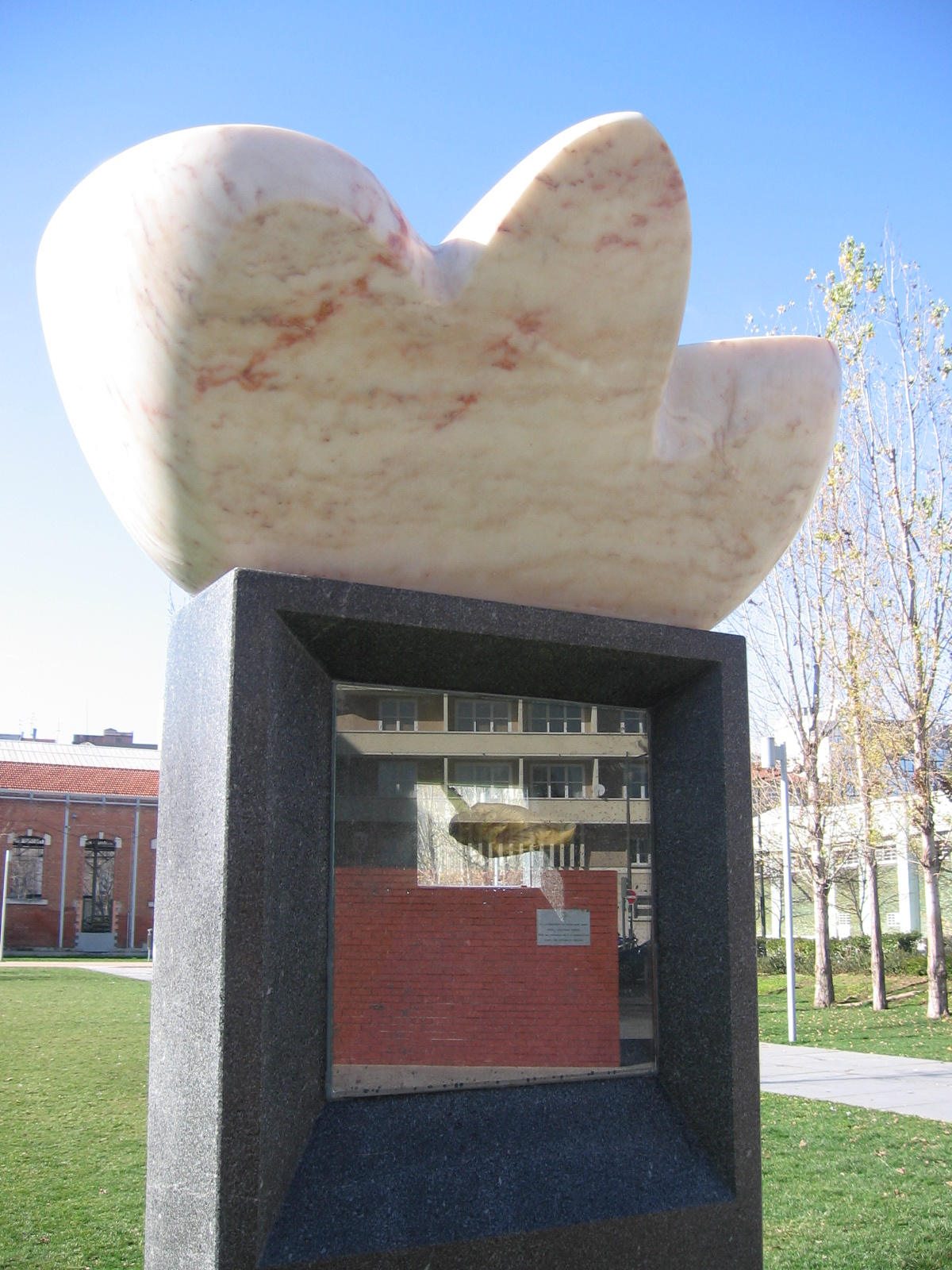
Homenaje a Borges en Lisboa; escultura realizada por Federico Brook.

Recibió importantes premios y distinciones de diversas universidades y gobiernos de diversos países. En 1961 compartió con Samuel Beckett el Premio Formentor otorgado por el Congreso Internacional de Editores, y que fue el comienzo de su reputación en todo el mundo occidental. Recibirá luego el de Comandante de la Orden de las Letras y Artes por el gobierno francés, la Insignia de Caballero de la Orden del Imperio Británico (sir) y el premio Miguel de Cervantes, entre otros galardones y títulos. Su obra fue traducida a más de veinticinco idiomas y llevada al cine y a la televisión.
En 1999 el gobierno argentino emitió una serie de monedas conmemorativas por el centenario del nacimiento de Borges. El gobierno de la Ciudad de Buenos Aires organiza visitas guiadas gratuitas sobre puntos de la ciudad que tuvieron que ver con Borges y un tramo de la Calle Serrano, del barrio de Palermo, fue renombrado como Jorge Luis Borges en honor al escritor. De modo similar, una banca del jardín zoológico de Buenos Aires conmemora al escritor con un panel, que refiere que era en esa banca que Borges se sentaba para mirar a los tigres, por los que sentía fascinación.
A continuación se presenta un listado cronológico de los diversos premios, distinciones y homenajes recibidos por Borges durante su vida.
- 1929. Da a conocer su tercer libro de poemas, Cuaderno San Martín, con el que gana el segundo Premio Municipal de Poesía de Buenos Aires.
- 1944. Su obra Ficciones recibe de la Sociedad Argentina de Escritores (SADE) el Gran Premio de Honor.
- 1955. Borges es elegido miembro de la Academia Argentina de Letras.
- 1956. Recibe el Premio Nacional de Literatura. Es nombrado catedrático titular en la Universidad de Buenos Aires y recibe un doctorado honoris causa de la Universidad de Cuyo.
- 1957. Dicta una conferencia el 23 de octubre en la Biblioteca Pública de la Universidad Nacional de La Plata mientras ocupaba el cargo de director de la Biblioteca Nacional de Buenos Aires sobre el tema «Los castillos en el primer círculo».[142][143]
- 1961. Comparte con Samuel Beckett el Premio Internacional de Literatura (10 mil dólares), otorgado por el Congreso Internacional de Editores en Formentor, Mallorca. Es condecorado por el presidente de Italia, Giovanni Gronchi, con la Orden de Commendatore.
- 1962. Recibe en Buenos Aires el Gran Premio del Fondo Nacional de las Artes. Recibe la insignia de Commandeur de l'Ordre des Lettres et des Arts del gobierno de Francia.
- 1963. En diciembre es nombrado doctor honoris causa por la Universidad de los Andes, en Colombia.
- 1964. El gobierno peruano le otorga la Orden del Sol en el grado de Comendador. La revista francesa L'Herne le dedica un número especial monográfico de homenaje, con numerosas colaboraciones nacionales y extranjeras.
- 1965. Recibe en Gran Bretaña la insignia de Caballero de la Orden del Imperio Británico. Recibe la medalla de oro del IX Premio de Poesía de la ciudad de Florencia.
- 1966. La comuna de Milán le entrega el Premio Internacional Madonnina. La Fundación Ingram Merril de Nueva York le concede su premio literario (5 mil dólares).
- 1968. Es nombrado miembro de la Academia de Artes y Ciencias de los Estados Unidos. Recibe del gobierno de Italia las insignias de Gran Oficial de la Orden al Mérito de la República Italiana.
- 1970. La Fundación Bienal de San Pablo (Brasil) le otorga el Premio Interamericano de Literatura 'Matarazzo Sobrinho' (25 mil dólares), el más importante del país, durante el Primer Seminario de Literatura de las Américas. Se lo nombra miembro de la 'The Hispanic Society of America', Nueva York.
- 1971. Viaja a Estados Unidos para recibir los nombramientos de la American Academy of Art and Letter de Nueva York y del Instituto de Artes y Letras de Estados Unidos (INAL) como miembro honorario de ambas instituciones. En Israel recibe el Premio Jerusalén (2 mil dólares). Es nombrado doctor honoris causa por la Universidad de Columbia, Nueva York. En abril viaja a Londres, invitado por el Instituto de Arte Contemporáneo que lo incorpora como miembro de su cuerpo docente. La Universidad de Oxford le confiere el título de doctor honoris causa como Doctor en Letras.
- 1972. Viaja a Estados Unidos para recibir el doctorado honoris causa en Humanidades por la Universidad Estatal de Míchigan, East Lansing, Míchigan. En septiembre se lo nombra miembro del Museo Judío de Buenos Aires.
- 1973. La Municipalidad de Buenos Aires lo declara ciudadano ilustre. Viaja junto con Claude Hornos de Acevedo a España y México, donde recibe el Premio Internacional Alfonso Reyes.
- 1974. En Milán, Franco María Ricci publica el cuento El congreso en una edición lujosísima con letras de oro.
- 1976. Recibe el título de doctor honoris causa de la Universidad de Cincinnati. En Chile, recibe el título de doctor honoris causa por la Universidad de Chile y la dictadura militar lo condecora con la Gran Cruz de la Orden al Mérito Bernardo O´Higgins.
- 1977. Recibe el título de doctor honoris causa por la Universidad de La Sorbona. Le otorga el mismo título la Universidad de Tucumán.
- 1978. Es declarado ciudadano meritorio de Bogotá.
- 1979. La Academia Francesa lo distingue con una medalla de oro. Recibe la Orden al Mérito de la República Federal Alemana y la Cruz Islandesa del Halcón en el grado de Comendador con estrella. Se le hace un homenaje nacional en el Teatro Cervantes, con motivo de cumplir los ochenta años.
- 1980. Recibe el Gran Premio de la Real Academia Española, el Premio Cervantes (5 millones de pesetas), otorgado por el Ministerio de Cultura de España. Lo comparte con el poeta español Gerardo Diego. Recibe en París el Premio Mundial Cino Del Duca (200 mil francos). Sandro Pertini, presidente de Italia, le entrega el Premio Balzan (140 mil dólares).
- 1981. Viaja a Estados Unidos, Puerto Rico y México, donde recibe el premio Ollin Yoliztli (70 mil dólares).
- 1983. En su última visita a España, recibe la Gran Cruz de la Orden de Alfonso X el Sabio. En París, el presidente Miterrand le hace entrega de la Legión de Honor. Recoge en Estados Unidos el premio de la Fundación Ingersoll (15 mil dólares).
- 1984. En Sicilia recibe una rosa de oro como homenaje y símbolo de la sabiduría. Vuelve a Estados Unidos, donde el editor italiano Ricci le entrega 84 libras esterlinas de oro, una por cada año de vida. Vuelve a Italia, recibe de manos del presidente Pertini la Gran Cruz de la Orden al Mérito. Va a Marruecos y a Lisboa, donde es condecorado.
- 1984. Obtuvo el Premio Konex de Brillante a la figura más importante de la historia de las Letras en Argentina, otorgado por la Fundación Konex.

A pesar de su enorme prestigio intelectual y el reconocimiento universal que ha merecido su obra, no fue distinguido con el Premio Nobel de Literatura, no obstante haber sido nominado por muchos años consecutivos. Se especula que fue excluido de la posibilidad de obtenerlo por haber aceptado un premio otorgado por la dictadura militar de Augusto Pinochet.

### Eponimia
Tres especies de fanerógamas nuevas para la ciencia lo honran con su epónimo.
- (Arecaceae) Attalea borgesiana Bondar ex Dahlgren[146]

- (Araceae) Philodendron borgesii G.S.Bunting[147]

- (Poaceae) Catapodium borgesii H.Scholz[148]

## Claves de su literatura
Si bien la poesía fue uno de los fundamentos del quehacer literario de Borges, el ensayo y la narrativa fueron los géneros que le reportaron el reconocimiento universal. Dotado de una vasta cultura, elaboró una obra de gran solidez intelectual sobre el andamiaje de una prosa precisa y austera, a través de la cual manifestó un irónico distanciamiento de las cosas y su delicado lirismo. Sus estructuras narrativas alteran las formas convencionales del tiempo y del espacio para crear mundos alternativos de gran contenido simbólico, construidos a partir de reflejos, inversiones y paralelismos. Los relatos de Borges toman la forma de acertijos o de potentes metáforas de trasfondo metafísico. 
Borges, además, escribió guiones de cine y una considerable cantidad de crítica literaria y prólogos. Editó numerosas antologías y fue un prominente traductor de inglés, francés y alemán (también tradujo obras del anglosajón y del escandinavo antiguo).
Su ceguera influyó en su escritura posterior. Entre sus intereses intelectuales destacan la mitología, la matemática (véase también Borges y la matemática), la teología, la filosofía y, como integración de estas, el sentido borgiano de la literatura como recreación —todos estos temas son tratados unas veces como juego y, otras, con la mayor seriedad—. Contemporáneo de la mayor parte del siglo XX, Borges vivió el período modernista de la cultura y la literatura; en especial, el simbolismo. Su ficción es de una profunda erudición y siempre concisa.
Desde una perspectiva más histórica, su obra puede dividirse en períodos. Una primera etapa inicial, vanguardista, acotada entre los años 1923 y 1930. Este período está caracterizado por la importancia fundamental del poema, el verso libre y la proliferación metafórica (sobre todo la proveniente de Lugones), la apelación a un neobarroco de raigambre española (Quevedo, en primer término) y cierto nacionalismo literario, que llega a proclamar la independencia idiomática de Argentina, en textos luego repudiados por el propio autor. A este período pertenecen los poemarios Fervor de Buenos Aires, Luna de enfrente y Cuaderno San Martín, así como los ensayos de Inquisiciones, El tamaño de mi esperanza, El idioma de los argentinos y Evaristo Carriego. A partir de 1930 la obra de Borges, durante unos treinta años, se inclinará a la prosa y surgirá una doble vertiente de su tarea: el ensayo breve, normalmente de lecturas literarias, y la llamada «ficción», que no es estrictamente un cuento, aunque su trámite sea narrativo y su convención de lectura sea la ficcional. En ella aparecen, a menudo, escritores y libros apócrifos como Pierre Ménard y su Quijote, o Herbert Quain. Apelando a citas deliberadamente erróneas en sus meditaciones sobre la tradición literaria, Borges definía la tarea del escritor como esencialmente falsificadora y desdibujaba toda pretensión de originalidad y creación. La literatura era, según su concepción, la infinita lectura de unos textos que surgen de otros y remite a un texto original, perdido, inexistente o tachado. En otro sentido, la obra ficcional borgiana se inclinó a temas recurrentes, como son lo fantasmal de la vida, el combate singular como reconocimiento del otro en el acto de darle muerte, el espejo como cifra de las apariencias mundanas, la lejanía y la desdicha vinculadas con la relación amorosa, o la busca del nombre de los nombres, el prohibido nombre de Dios, donde se realicen las fantasías de perfecta adecuación entre las palabras y las cosas. Estéticamente, en este segundo período de su obra, Borges efectuó una crítica radical a sus años de vanguardista. Se replegó hacia una actitud estética de apariencia neoclásica, aunque en él pervivieran los tópicos del infinito y de lo inefable, recogidos en sus juveniles frecuentaciones de Schopenhauer y de los poetas románticos alemanes. El afán de tersura en la expresión, la relectura de los clásicos y su cita constante, la concisión que exigen los géneros breves, son todos gestos de su neoclasicismo en el que la razón intenta ordenar, jerarquizar y clarificar hasta los límites admisibles de su poder sobre el lenguaje, siempre resbaladizo, engañoso y ambiguo. Borges en esta etapa vuelve sobre algunos episodios costumbristas de ambiente campesino o suburbial, que había tratado en su juventud, como el duelo a cuchillo, para repasarlos en un contexto de mitología universal. Así, sus gauchos y compadritos de las orillas se entreverán con los héroes homéricos, los teólogos medievales y los piratas del mar de la China. No son ya el motivo de una exaltación peculiarista ni se los encara como emblemas de un universo cultural castizo y cerrado, sino que se los relativiza en un marco de ambiciones eclécticas y cosmopolitas. A este período, prescindiendo de antologías y reelaboraciones, pertenecen los ensayos de Discusión (1932), Historia de la eternidad (1936) y Otras Inquisiciones (1952); los relatos de Historia universal de la infamia (1935), de Ficciones (1944) y El Aleph (1949), y un buen número de obras en colaboración con Bioy Casares (Seis problemas para don Isidro Parodi, 1942; Dos fantasías memorables, 1946; Un modelo para la muerte, 1946, y los guiones cinematográficos Los Orilleros y El paraíso de los creyentes, 1955, con Delia Ingenieros (Antiguas literaturas germánicas, 1951), con Betina Edelberg (Leopoldo Lugones, 1955) y con Margarita Guerrero (El Martín Fierro, 1953 y Manual de zoología fantástica, 1957).

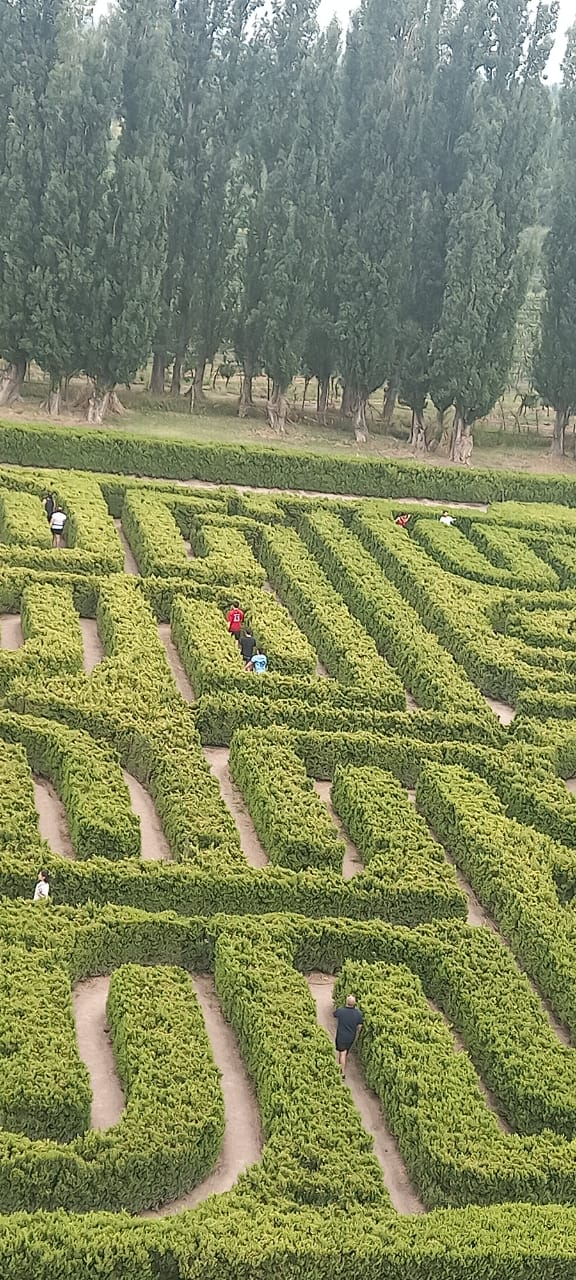
Laberinto en conmemoración al escritor Borges

La mayoría de sus historias más populares abunda en la naturaleza del tiempo, el infinito, los espejos, laberintos, la realidad y la identidad; mientras otras se centran en temas fantásticos. El mismo Borges cuenta historias más o menos reales de la vida sudamericana; historias de héroes populares, soldados, gauchos, detectives y figuras históricas, mezclando la realidad con la fantasía y los hechos con la ficción.

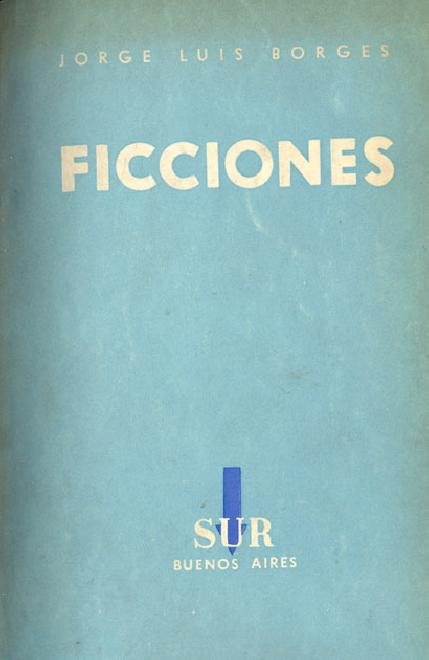
Su libro de cuentos Ficciones es uno de los cien mejores libros de todos los tiempos según el Club de Libros de Noruega, y uno de los cien mejores del siglo XX según el diario parisino Le Monde.

Con un manejo inusual de las palabras, la obra borgiana impulsó una renovación del lenguaje narrativo, resaltando la índole ficticia del texto y amalgamando fuentes y culturas de índole diversa (europeas y orientales, vanguardistas y clásicas) a través de la parodia y la ironía. Sus textos surgen de otros textos previos, y suponen una estrecha familiaridad con ellos. Las tramas se superponen a otras tramas, cada párrafo es la variación de otra escritura o lectura previas. Es difícil no descubrir algunas de sus claves; es casi imposible descifrarlas todas. Su escritura rescata ideas y preguntas que atraviesan el pensamiento occidental desde sus remotos orígenes y las reformula, legándolas a la posteridad. No intenta seriamente solucionar las contradicciones; prefiere resaltarlas, reordenándolas en paradojas, a las que envuelve una y otra vez con diferente ropaje.
En sus páginas más características, propone un contexto lúdico y desafía al lector a resolver un enigma. Como en un buen laberinto policial, exhibe todas las pistas necesarias para deducir las respuestas; entre esas pistas se destaca su propia biblioteca clasificada y comentada. Hay una solución obvia que satisface al detective chapucero, pero la verdadera clave está reservada para el héroe. Cuál es el enigma y quién es en realidad ese héroe son también parte del misterio.
Abunda en referencias inexistentes disimuladas entre un fárrago de citas eruditas. Hay frases copiadas traviesamente de obras ajenas, guiños al iniciado, a sus amistades y a sí mismo. Sus mejores cuentos acumulan múltiples significados, ordenados en capas que se tornan alternativamente transparentes u opacas según el punto de vista. El lector vislumbra un reflejo aquí y otro allá, de acuerdo a su experiencia y a sus circunstancias; la comprensión completa, sin embargo, nos está vedada. El único privilegiado es el tramoyista, el que visualiza el universo cifrado, el que urdió la trama, ubicado en el centro del laberinto, reflejado y multiplicado en sus propias palabras: el mismísimo Jorge Luis Borges.
Como afirmó Octavio Paz, Borges ofreció dádivas sacrificiales a dos deidades normalmente contrapuestas: la sencillez y lo extraordinario. En muchos textos Borges logró un maravilloso equilibrio entre ambas: lo natural que nos resulta raro y lo extraño que nos es familiar. Tal proeza determinó el lugar excepcional de Borges en la literatura. En ese mismo sentido, Fritz Rufolf Fries sostuvo que Borges consiguió formar su propia identidad en el espejo de los autores que él interrogaba, mostrándonos lo insólito de lo ya conocido.

## Obras

### Poemas
- Fervor de Buenos Aires (1923)
- Luna de enfrente (1925)
- Cuaderno San Martín (1929)
- El hacedor (1960)
- El otro, el mismo (1964)
- Para las seis cuerdas (1965)
- Elogio de la sombra (1969)
- El oro de los tigres (1972)
- La rosa profunda (1975)
- La moneda de hierro (1976)
- Historia de la noche (1977)
- La cifra (1981)
- Los conjurados (1985)

### Ensayos
- Inquisiciones (1925)
- El tamaño de mi esperanza (1926)
- El idioma de los argentinos (1928)
- Evaristo Carriego (1930)
- Discusión (1932)
- Historia de la eternidad (1936)
- Otras inquisiciones (1952)
- Nueve ensayos dantescos (1982)

### Cuentos
- Historia universal de la infamia (1935)
- Ficciones (1944)
- El Aleph (1949)
- El informe de Brodie (1970)
- El libro de arena (1975)
- La memoria de Shakespeare (1983)

### Prólogos
- Prólogos con un prólogo de prólogos (1975)
- Biblioteca personal (1988)
- Prólogos de La Biblioteca de Babel (2000)
- El círculo secreto (2003)

### Conferencias y cursos
- Borges oral (1979)
- Siete noches (1980)
- Arte poética (2000)
- Borges profesor (2000)
- El aprendizaje del escritor (2014)
- El tango. Cuatro conferencias (2016)
- Curso de literatura argentina (2024)
- Cuadernos y conferencias (2024)
- Curso de literatura inglesa y norteamericana (2025)

### Libro de viaje
- Atlas (1984)

### Misceláneas
- Textos cautivos (1986). Reseñas, semblanzas y ensayos publicados en El Hogar.
- Borges en Revista Multicolor. Obras, reseñas y traducciones inéditas de Jorge Luis Borges (1995).
- Textos recobrados 1919-1929 (1997). Poesía, prosa poética, relatos, artículos, reseñas, discursos, notas de cine, entrevistas, traducciones y prólogos.
- Borges en Sur (1999). Ensayos, reseñas, traducciones, poemas y notas literarias y de cine publicados en Sur y no recogidos en otros libros.
- Borges en El Hogar (2000). Reseñas, semblanzas, ensayos y traducciones publicados en El Hogar y no incluidos en Textos cautivos.
- Textos recobrados 1931-1955 (2001). Poesía, prosa poética, relatos, artículos, reseñas, discursos, notas de cine, entrevistas, traducciones y prólogos.
- Textos recobrados 1956-1986 (2003). Poesía, prosa poética, relatos, artículos, reseñas, discursos, notas de cine, entrevistas, traducciones y prólogos.
- Miscelánea (2011). Incluye los libros Prólogos, con un prólogo de prólogos, Borges oral, Biblioteca personal, Borges en Sur y Textos cautivos/Borges en El Hogar.

### Memorias
- Autobiografía o Un ensayo autobiográfico. Fue publicado por primera vez en inglés, en 1970, en The New Yorker. También fue prólogo de The Aleph and Other Stories en 1970. Otras publicaciones: La Gaceta, de México, en 1971, en traducción de José Emilio Pacheco; y La Opinión, de Buenos Aires, en 1974. En 1999 apareció por primera vez como libro por la editorial El Ateneo, en Buenos Aires, y por Galaxia Gutenberg-Círculo de Lectores-Emecé, en Barcelona.

### Correspondencia
- Cartas del fervor. Correspondencia con Maurice Abramowicz y Jacobo Sureda (1919-1928) (1999).[159]

### Obras en colaboración

#### Cuentos
- Seis problemas para don Isidro Parodi (1942), con Adolfo Bioy Casares. Como H. Bustos Domecq.
- Dos fantasías memorables (1946), con Adolfo Bioy Casares. Como H. Bustos Domecq.
- Un modelo para la muerte (1946), con Adolfo Bioy Casares. Como B. Suárez Lynch.
- La hermana de Eloísa (1955), con Luisa Mercedes Levinson.
- Crónicas de Bustos Domecq (1967), con Adolfo Bioy Casares. Con sus nombres.
- Nuevos cuentos de Bustos Domecq (1977), con Adolfo Bioy Casares. Con sus nombres.

#### Ensayos
- Antiguas literaturas germánicas (1951), con Delia Ingenieros.
- El Martín Fierro (1953), con Margarita Guerrero.
- Leopoldo Lugones (1965), con Betina Edelberg.
- Introducción a la literatura inglesa (1965), con María Esther Vázquez.
- Literaturas germánicas medievales (1966), con María Esther Vázquez. Versión revisada y corregida de Antiguas literaturas germánicas.
- Introducción a la literatura norteamericana (1967), con Estela Zemborain de Torres.
- Qué es el budismo (1976), con Alicia Jurado.

#### Guiones
- Los orilleros (1939), con Adolfo Bioy Casares. Publicado como libro junto a El paraíso de los creyentes en 1955.
- El paraíso de los creyentes (1940), en colaboración con Adolfo Bioy Casares. Publicado como libro junto a Los orilleros en 1955.
- Invasión (1969), con Adolfo Bioy Casares y Hugo Santiago.
- Les autres (1972), con Adolfo Bioy Casares y Hugo Santiago.

#### Miscelánea
- Museo. Textos inéditos (2003), con Adolfo Bioy Casares. Folleto publicitario, fragmentos literarios, traducciones y otros textos dispersos.

### Entrevistas y diálogos
- Entrevistas con Jorge Luis Borges (1970), con Jean de Milleret.
- Siete conversaciones con Jorge Luis Borges (1974), con Fernando Sorrentino.
- Diálogos Borges-Sábato (1977).
- Reportaje a Borges (1977), con M. P. Montecchia.
- Borges, sus días y su tiempo (1984), con María Esther Vásquez.
- En voz de Borges (1986), con Waldemar Verdugo Fuentes.
- Diálogos (1992), con Osvaldo Ferrari.
- Borges: el misterio esencial. Conversaciones en universidades de Estados Unidos (2021)

### Antologías

#### De su obra
- La muerte y la brújula (1951)
- Antología personal (1961)
- Nueva antología personal (1968)
- Prosa (1975)
- Poesía y prosa (1979)
- Páginas de Jorge Luis Borges seleccionadas por el autor (1982)
- Jorge Luis Borges. Ficcionario. Una antología de sus textos (1985)
- Páginas escogidas (1988)
- Borges esencial (2017)

#### De otros autores
- Índice de la nueva poesía americana (1926), con Vicente Huidobro y Alberto Hidalgo
- Antología clásica de la literatura argentina (1937), con Pedro Henríquez Ureña
- Antología de la literatura fantástica (1940), con Adolfo Bioy Casares y Silvina Ocampo
- Antología poética argentina (1941), con Adolfo Bioy Casares y Silvina Ocampo
- Los mejores cuentos policiales (1943 y 1956), con Adolfo Bioy Casares
- El compadrito (1945), antología de textos de autores argentinos, en colaboración con Silvina Bullrich
- El idioma de Buenos Aires (1952), con José Edmundo Clemente. Borges aporta tres ensayos previamente publicados al libro: "El idioma de los argentinos", del libro homónimo; "Las alarmas del doctor Américo Castro", de Otras inquisiciones; y "Las inscripciones de los carros", titulado "Las inscripciones de carro" en Evaristo Carriego.
- Poesía gauchesca (1955), con Bioy Casares
- Cuentos breves y extraordinarios (1955), con Adolfo Bioy Casares
- Manual de zoología fantástica (México, 1957), con Margarita Guerrero. Actualizado y reeditado en 1967 como El libro de los seres imaginarios
- Libro del cielo y del infierno (1960), con Adolfo Bioy Casares
- Libro de sueños (1976), con Roy Bartholomew.
- Breve antología anglosajona (1978), con María Kodama

### Traducciones
A los 11 años, tradujo a Oscar Wilde. Borges creía que la traducción podía superar al original y que la alternativa y potencialmente contradictoria revisión del original podía ser igualmente válida, más aún, que el original o la traducción literal no tenía por qué ser fiel a la traducción. A lo largo de su vida, tradujo, modificando sutilmente, el trabajo de, entre otros, Edgar Allan Poe, Franz Kafka, James Joyce, Hermann Hesse, Rudyard Kipling, Herman Melville, André Gide, William Faulkner, Walt Whitman, Virginia Woolf, Henri Michaux, Jack London, Gustav Meyrink, Novalis, Marcel Schwob, George Bernard Shaw, May Sinclair, Jonathan Swift, H. G. Wells y G. K. Chesterton.

## Libros sobre Borges

### Biografías
- Genio y figura de Jorge Luis Borges (1966), de Alicia Jurado. Editorial Universitaria de Buenos Aires.
- Jorge Luis Borges: A Literary Biography (1978), de Emir Rodríguez Monegal. E. P. Dutton. Traducida como Jorge Luis Borges. Una biografía literaria (1987). Fondo de Cultura Económica.
- Borges. Biografía verbal (1988), de Roberto Alifano. Plaza y Janés.
- Borges. Una biografía (1994), de Horacio Salas. Planeta.
- Borges. Biografía total (1995), de M. R. Barnatán. Temas de Hoy.
- Borges. Esplendor y derrota (1996), de María Esther Vásquez. Tusquets.
- The Man in the Mirror of the Book. A Life of Jorge Luis Borges (1996), de James Woodall. Hodder & Stoughton Ltd. Traducida como La vida de Jorge Luis Borges. El hombre en el espejo del libro (1998). Gedisa.
- Los dos Borges. Vida, sueños, enigmas (1996), de Volodia Teiltelboim. Sudamericana.
- Borges. A Life (2004), de Edwin Williamson. Viking. Traducida como Borges. Una vida (2007). Seix Barral.
- Borges. Vida y literatura (2006), de Alejandro Vaccaro. Edhasa.

### Testimonios
- Borges a contraluz (1989), de Estela Canto. Espasa Calpe.
- El señor Borges (2004), de Epifanía Uveda de Robledo y Alejandro Vaccaro. Edhasa.
- Borges (2006), de Adolfo Bioy Casares. Editado en colaboración con Daniel Martino. Destino.

### Ensayos
- Borges y la nueva generación (1954), de Adolfo Prieto.
- Jorge Luis Borges (1955), de José Luis Ríos Patrón.
- Borges, enigma y clave (1955), de Marcial Tamayo y Adolfo Ruiz Díaz.
- Borgès par lui-même (1970), de Emil Rodríguez Monegal. Éditions du Seuil. Traducido como Borges por él mismo (1980). Monte Ávila Editores.
- El laberinto del universo. Borges y el pensamiento nominalista (1976), de Jaime Rest. Ediciones Librerías Fausto
- Contra Borges (1978), de Juan Flo (compilador). Galerna.
- Borges en/y/sobre cine (1981), de Edgardo Cozarinzki. Fundamentos.
- La filosofía de Borges (1986), de Juan Niño. Fondo de Cultura Económica.
- Borges, un escritor en las orillas (1995), de Beatriz Sarlo. Ariel.
- Jorge Luis Borges. Una invitación a su lectura (1999), de José Emilio Pacheco. Ediciones Era. Reeditado como Jorge Luis Borges (2019) por la misma editorial.
- Jorge Luis Borges. La ironía metafísica (2000), de Fernando Savater. Ediciones Omega.
- Un demi-siècle avec Borges (2004), de Mario Vargas Llosa. L'Herne. Publicado en español, con algunos cambios, como Medio siglo con Borges (2020). Alfaguara.
- Borges crítico (2007), de Sergio Pastormelo. Fondo de Cultura Económica.
- Jorge Luis Borges (2010), de Christopher Domínguez Michael. Nostra Ediciones.

### Otros
- Borges. Bibliografía completa (1997). Supervisión de Élida Lois. Fondo de Cultura Económica.
- Borges. Una biografía en imágenes (2005), de Alejandro Vaccaro. Ediciones B.
- Borges, libros y lecturas (2010), de Laura Rosato y Germán Álvarez. Catálogo de la colección Jorge Luis Borges en la Biblioteca Nacional de Argentina.
- La biblioteca de Borges (2018), de Fernando Flores Maio. Con prólogo de Mario Kodama. Paripé Books.
- Borges, deseo y sexo (2021), de Ariel de la Fuente. Prometeo.
- Nueve versiones de Borges (2023), de Ignacio Molina. Gárgola.
- Borges 1.01. La gran bestia pop de la literatura argentina (2024), de Daniel Mecca. AZ.
- Borges, cartas a Godel (2024), de Alejandro Vaccaro. Emecé.
- Borges y el derecho (2024), de Leonardo Pitlevnik. Siglo XXI.

## Filmografía sobre Borges
- Borges para millones (1978), de Ricardo Wullicher.
- Borges y yo (1982), de David Wheatley. BBC.
- Jorge Luis Borges, el hombre espejo (1999). People+Arts, Artear, Café Producciones y France 3.
- Harto The Borges, de Eduardo Montes Bradley. Documental.
- Jorge Luis Borges (2006), de Román Lejtman. Serie documental.
- Borges. Memoria iluminada (2015), de Ernesto Ardito y Dirna Molina. Canal Encuentro.

## Ancestros
| \| \| \| \| \| \| \| \| \| \| \| \| \| \| \| \| \| \| \| \| 16. Manuel Antonio Cardoso de Borges \| \| \| \| \| \| \| \| \| \| \| \| \| \| \| \| \| \| \| \| \| \| \| \| \| \| \| \| \| \| \| \| \| \| \| \| \| \| \| \| \| \| \| \| \| \| \| \| \| \| \| \| \| \| 8. Francisco de Borges \| \| \| \| \| \| \| \| \| \| \| \| \| \| \| \| \| \| \| \| \| \| \| \| \| \| \| \| \| \| \| \| \| \| \| \| \| \| \| \| \| \| \| \| \| \| \| \| \| \| \| \| \| \| 17. María Antonia \| \| \| \| \| \| \| \| \| \| \| \| \| \| \| \| \| \| \| \| \| \| \| \| \| \| \| \| \| \| \| \| \| \| \| \| \| \| \| \| \| \| \| \| \| \| \| \| \| \| \| \| \| \| 4. Francisco Isidro Borges \| \| \| \| \| \| \| \| \| \| \| \| \| \| \| \| \| \| \| \| \| \| \| \| \| \| \| \| \| \| \| \| \| \| \| \| \| \| \| \| \| \| \| \| \| \| \| \| \| \| \| \| \| \| 18. Luis de Lafinur \| \| \| \| \| \| \| \| \| \| \| \| \| \| \| \| \| \| \| \| \| \| \| \| \| \| \| \| \| \| \| \| \| \| \| \| \| \| \| \| \| \| \| \| \| \| \| \| \| \| \| \| \| \| 9. María del Carmen Lafinur \| \| \| \| \| \| \| \| \| \| \| \| \| \| \| \| \| \| \| \| \| \| \| \| \| \| \| \| \| \| \| \| \| \| \| \| \| \| \| \| \| \| \| \| \| \| \| \| \| \| \| \| \| \| 19. María Viviana de Pinedo \| \| \| \| \| \| \| \| \| \| \| \| \| \| \| \| \| \| \| \| \| \| \| \| \| \| \| \| \| \| \| \| \| \| \| \| \| \| \| \| \| \| \| \| \| \| \| \| \| \| \| \| \| \| 2. Jorge Guillermo Borges \| \| \| \| \| \| \| \| \| \| \| \| \| \| \| \| \| \| \| \| \| \| \| \| \| \| \| \| \| \| \| \| \| \| \| \| \| \| \| \| \| \| \| \| \| \| \| \| \| \| \| \| \| \| 20. William Hasleham \| \| \| \| \| \| \| \| \| \| \| \| \| \| \| \| \| \| \| \| \| \| \| \| \| \| \| \| \| \| \| \| \| \| \| \| \| \| \| \| \| \| \| \| \| \| \| \| \| \| \| \| \| \| 10. Edward Young Haslam \| \| \| \| \| \| \| \| \| \| \| \| \| \| \| \| \| \| \| \| \| \| \| \| \| \| \| \| \| \| \| \| \| \| \| \| \| \| \| \| \| \| \| \| \| \| \| \| \| \| \| \| \| \| 21. Ann Buckley \| \| \| \| \| \| \| \| \| \| \| \| \| \| \| \| \| \| \| \| \| \| \| \| \| \| \| \| \| \| \| \| \| \| \| \| \| \| \| \| \| \| \| \| \| \| \| \| \| \| \| \| \| \| 5. Frances Anne Haslam \| \| \| \| \| \| \| \| \| \| \| \| \| \| \| \| \| \| \| \| \| \| \| \| \| \| \| \| \| \| \| \| \| \| \| \| \| \| \| \| \| \| \| \| \| \| \| \| \| \| \| \| \| \| 22. George Arnett \| \| \| \| \| \| \| \| \| \| \| \| \| \| \| \| \| \| \| \| \| \| \| \| \| \| \| \| \| \| \| \| \| \| \| \| \| \| \| \| \| \| \| \| \| \| \| \| \| \| \| \| \| \| 11. Jane Arnett \| \| \| \| \| \| \| \| \| \| \| \| \| \| \| \| \| \| \| \| \| \| \| \| \| \| \| \| \| \| \| \| \| \| \| \| \| \| \| \| \| \| \| \| \| \| \| \| \| \| \| \| \| \| 23. Mary Anne Corker \| \| \| \| \| \| \| \| \| \| \| \| \| \| \| \| \| \| \| \| \| \| \| \| \| \| \| \| \| \| \| \| \| \| \| \| \| \| \| \| \| \| \| \| \| \| \| \| \| \| \| \| \| \| 1. Jorge Luis Borges \| \| \| \| \| \| \| \| \| \| \| \| \| \| \| \| \| \| \| \| \| \| \| \| \| \| \| \| \| \| \| \| \| \| \| \| \| \| \| \| \| \| \| \| \| \| \| \| \| \| \| \| \| \| 24. Miguel de Acevedo \| \| \| \| \| \| \| \| \| \| \| \| \| \| \| \| \| \| \| \| \| \| \| \| \| \| \| \| \| \| \| \| \| \| \| \| \| \| \| \| \| \| \| \| \| \| \| \| \| \| \| \| \| \| 12. Judas Tadeo Acevedo \| \| \| \| \| \| \| \| \| \| \| \| \| \| \| \| \| \| \| \| \| \| \| \| \| \| \| \| \| \| \| \| \| \| \| \| \| \| \| \| \| \| \| \| \| \| \| \| \| \| \| \| \| \| 25. Catalina Martínez de Santa Cruz \| \| \| \| \| \| \| \| \| \| \| \| \| \| \| \| \| \| \| \| \| \| \| \| \| \| \| \| \| \| \| \| \| \| \| \| \| \| \| \| \| \| \| \| \| \| \| \| \| \| \| \| \| \| 6. Isidoro Acevedo \| \| \| \| \| \| \| \| \| \| \| \| \| \| \| \| \| \| \| \| \| \| \| \| \| \| \| \| \| \| \| \| \| \| \| \| \| \| \| \| \| \| \| \| \| \| \| \| \| \| \| \| \| \| 26. Francisco Narciso de Laprida \| \| \| \| \| \| \| \| \| \| \| \| \| \| \| \| \| \| \| \| \| \| \| \| \| \| \| \| \| \| \| \| \| \| \| \| \| \| \| \| \| \| \| \| \| \| \| \| \| \| \| \| \| \| 13. Hermenegilda Laprida \| \| \| \| \| \| \| \| \| \| \| \| \| \| \| \| \| \| \| \| \| \| \| \| \| \| \| \| \| \| \| \| \| \| \| \| \| \| \| \| \| \| \| \| \| \| \| \| \| \| \| \| \| \| 27. María de la Cruz Olivero \| \| \| \| \| \| \| \| \| \| \| \| \| \| \| \| \| \| \| \| \| \| \| \| \| \| \| \| \| \| \| \| \| \| \| \| \| \| \| \| \| \| \| \| \| \| \| \| \| \| \| \| \| \| 3. Leonor Acevedo \| \| \| \| \| \| \| \| \| \| \| \| \| \| \| \| \| \| \| \| \| \| \| \| \| \| \| \| \| \| \| \| \| \| \| \| \| \| \| \| \| \| \| \| \| \| \| \| \| \| \| \| \| \| 28. Nicolás Suárez \| \| \| \| \| \| \| \| \| \| \| \| \| \| \| \| \| \| \| \| \| \| \| \| \| \| \| \| \| \| \| \| \| \| \| \| \| \| \| \| \| \| \| \| \| \| \| \| \| \| \| \| \| \| 14. Manuel Isidoro Suárez \| \| \| \| \| \| \| \| \| \| \| \| \| \| \| \| \| \| \| \| \| \| \| \| \| \| \| \| \| \| \| \| \| \| \| \| \| \| \| \| \| \| \| \| \| \| \| \| \| \| \| \| \| \| 29. María Leonor de Merlo \| \| \| \| \| \| \| \| \| \| \| \| \| \| \| \| \| \| \| \| \| \| \| \| \| \| \| \| \| \| \| \| \| \| \| \| \| \| \| \| \| \| \| \| \| \| \| \| \| \| \| \| \| \| 7. Leonor Suárez \| \| \| \| \| \| \| \| \| \| \| \| \| \| \| \| \| \| \| \| \| \| \| \| \| \| \| \| \| \| \| \| \| \| \| \| \| \| \| \| \| \| \| \| \| \| \| \| \| \| \| \| \| \| 30. Francisco Ramón Martínez de Haedo \| \| \| \| \| \| \| \| \| \| \| \| \| \| \| \| \| \| \| \| \| \| \| \| \| \| \| \| \| \| \| \| \| \| \| \| \| \| \| \| \| \| \| \| \| \| \| \| \| \| \| \| \| \| 15. Jacinta Martínez de Haedo \| \| \| \| \| \| \| \| \| \| \| \| \| \| \| \| \| \| \| \| \| \| \| \| \| \| \| \| \| \| \| \| \| \| \| \| \| \| \| \| \| \| \| \| \| \| \| \| \| \| \| \| \| \| 31. María Irene Soler \| \| \| \| \| \| \| \| \| \| \| \| \| \| \| \| \| \| \| \| \| \| \| \| \| \| \| \| \| \| \| \| \| \| \| \| \| \| \| \| \| \| \| \| \| \| \| \| \| \| \| \| |                                       |  |  |  |  |  |  |  |  |  |  |  |  |  |  |  |
| |                                       |  |  |  |  |  |  |  |  |  |  |  |  |  |  |  |
| | 16. Manuel Antonio Cardoso de Borges  |  |  |  |  |  |  |  |  |  |  |  |  |  |  |  |
| |                                       |  |  |  |  |  |  |  |  |  |  |  |  |  |  |  |
| |                                       |  |  |  |  |  |  |  |  |  |  |  |  |  |  |  |
| | 8. Francisco de Borges                |  |  |  |  |  |  |  |  |  |  |  |  |  |  |  |
| |                                       |  |  |  |  |  |  |  |  |  |  |  |  |  |  |  |
| |                                       |  |  |  |  |  |  |  |  |  |  |  |  |  |  |  |
| | 17. María Antonia                     |  |  |  |  |  |  |  |  |  |  |  |  |  |  |  |
| |                                       |  |  |  |  |  |  |  |  |  |  |  |  |  |  |  |
| |                                       |  |  |  |  |  |  |  |  |  |  |  |  |  |  |  |
| | 4. Francisco Isidro Borges            |  |  |  |  |  |  |  |  |  |  |  |  |  |  |  |
| |                                       |  |  |  |  |  |  |  |  |  |  |  |  |  |  |  |
| |                                       |  |  |  |  |  |  |  |  |  |  |  |  |  |  |  |
| | 18. Luis de Lafinur                   |  |  |  |  |  |  |  |  |  |  |  |  |  |  |  |
| |                                       |  |  |  |  |  |  |  |  |  |  |  |  |  |  |  |
| |                                       |  |  |  |  |  |  |  |  |  |  |  |  |  |  |  |
| | 9. María del Carmen Lafinur           |  |  |  |  |  |  |  |  |  |  |  |  |  |  |  |
| |                                       |  |  |  |  |  |  |  |  |  |  |  |  |  |  |  |
| |                                       |  |  |  |  |  |  |  |  |  |  |  |  |  |  |  |
| | 19. María Viviana de Pinedo           |  |  |  |  |  |  |  |  |  |  |  |  |  |  |  |
| |                                       |  |  |  |  |  |  |  |  |  |  |  |  |  |  |  |
| |                                       |  |  |  |  |  |  |  |  |  |  |  |  |  |  |  |
| | 2. Jorge Guillermo Borges             |  |  |  |  |  |  |  |  |  |  |  |  |  |  |  |
| |                                       |  |  |  |  |  |  |  |  |  |  |  |  |  |  |  |
| |                                       |  |  |  |  |  |  |  |  |  |  |  |  |  |  |  |
| | 20. William Hasleham                  |  |  |  |  |  |  |  |  |  |  |  |  |  |  |  |
| |                                       |  |  |  |  |  |  |  |  |  |  |  |  |  |  |  |
| |                                       |  |  |  |  |  |  |  |  |  |  |  |  |  |  |  |
| | 10. Edward Young Haslam               |  |  |  |  |  |  |  |  |  |  |  |  |  |  |  |
| |                                       |  |  |  |  |  |  |  |  |  |  |  |  |  |  |  |
| |                                       |  |  |  |  |  |  |  |  |  |  |  |  |  |  |  |
| | 21. Ann Buckley                       |  |  |  |  |  |  |  |  |  |  |  |  |  |  |  |
| |                                       |  |  |  |  |  |  |  |  |  |  |  |  |  |  |  |
| |                                       |  |  |  |  |  |  |  |  |  |  |  |  |  |  |  |
| | 5. Frances Anne Haslam                |  |  |  |  |  |  |  |  |  |  |  |  |  |  |  |
| |                                       |  |  |  |  |  |  |  |  |  |  |  |  |  |  |  |
| |                                       |  |  |  |  |  |  |  |  |  |  |  |  |  |  |  |
| | 22. George Arnett                     |  |  |  |  |  |  |  |  |  |  |  |  |  |  |  |
| |                                       |  |  |  |  |  |  |  |  |  |  |  |  |  |  |  |
| |                                       |  |  |  |  |  |  |  |  |  |  |  |  |  |  |  |
| | 11. Jane Arnett                       |  |  |  |  |  |  |  |  |  |  |  |  |  |  |  |
| |                                       |  |  |  |  |  |  |  |  |  |  |  |  |  |  |  |
| |                                       |  |  |  |  |  |  |  |  |  |  |  |  |  |  |  |
| | 23. Mary Anne Corker                  |  |  |  |  |  |  |  |  |  |  |  |  |  |  |  |
| |                                       |  |  |  |  |  |  |  |  |  |  |  |  |  |  |  |
| |                                       |  |  |  |  |  |  |  |  |  |  |  |  |  |  |  |
| | 1. Jorge Luis Borges                  |  |  |  |  |  |  |  |  |  |  |  |  |  |  |  |
| |                                       |  |  |  |  |  |  |  |  |  |  |  |  |  |  |  |
| |                                       |  |  |  |  |  |  |  |  |  |  |  |  |  |  |  |
| | 24. Miguel de Acevedo                 |  |  |  |  |  |  |  |  |  |  |  |  |  |  |  |
| |                                       |  |  |  |  |  |  |  |  |  |  |  |  |  |  |  |
| |                                       |  |  |  |  |  |  |  |  |  |  |  |  |  |  |  |
| | 12. Judas Tadeo Acevedo               |  |  |  |  |  |  |  |  |  |  |  |  |  |  |  |
| |                                       |  |  |  |  |  |  |  |  |  |  |  |  |  |  |  |
| |                                       |  |  |  |  |  |  |  |  |  |  |  |  |  |  |  |
| | 25. Catalina Martínez de Santa Cruz   |  |  |  |  |  |  |  |  |  |  |  |  |  |  |  |
| |                                       |  |  |  |  |  |  |  |  |  |  |  |  |  |  |  |
| |                                       |  |  |  |  |  |  |  |  |  |  |  |  |  |  |  |
| | 6. Isidoro Acevedo                    |  |  |  |  |  |  |  |  |  |  |  |  |  |  |  |
| |                                       |  |  |  |  |  |  |  |  |  |  |  |  |  |  |  |
| |                                       |  |  |  |  |  |  |  |  |  |  |  |  |  |  |  |
| | 26. Francisco Narciso de Laprida      |  |  |  |  |  |  |  |  |  |  |  |  |  |  |  |
| |                                       |  |  |  |  |  |  |  |  |  |  |  |  |  |  |  |
| |                                       |  |  |  |  |  |  |  |  |  |  |  |  |  |  |  |
| | 13. Hermenegilda Laprida              |  |  |  |  |  |  |  |  |  |  |  |  |  |  |  |
| |                                       |  |  |  |  |  |  |  |  |  |  |  |  |  |  |  |
| |                                       |  |  |  |  |  |  |  |  |  |  |  |  |  |  |  |
| | 27. María de la Cruz Olivero          |  |  |  |  |  |  |  |  |  |  |  |  |  |  |  |
| |                                       |  |  |  |  |  |  |  |  |  |  |  |  |  |  |  |
| |                                       |  |  |  |  |  |  |  |  |  |  |  |  |  |  |  |
| | 3. Leonor Acevedo                     |  |  |  |  |  |  |  |  |  |  |  |  |  |  |  |
| |                                       |  |  |  |  |  |  |  |  |  |  |  |  |  |  |  |
| |                                       |  |  |  |  |  |  |  |  |  |  |  |  |  |  |  |
| | 28. Nicolás Suárez                    |  |  |  |  |  |  |  |  |  |  |  |  |  |  |  |
| |                                       |  |  |  |  |  |  |  |  |  |  |  |  |  |  |  |
| |                                       |  |  |  |  |  |  |  |  |  |  |  |  |  |  |  |
| | 14. Manuel Isidoro Suárez             |  |  |  |  |  |  |  |  |  |  |  |  |  |  |  |
| |                                       |  |  |  |  |  |  |  |  |  |  |  |  |  |  |  |
| |                                       |  |  |  |  |  |  |  |  |  |  |  |  |  |  |  |
| | 29. María Leonor de Merlo             |  |  |  |  |  |  |  |  |  |  |  |  |  |  |  |
| |                                       |  |  |  |  |  |  |  |  |  |  |  |  |  |  |  |
| |                                       |  |  |  |  |  |  |  |  |  |  |  |  |  |  |  |
| | 7. Leonor Suárez                      |  |  |  |  |  |  |  |  |  |  |  |  |  |  |  |
| |                                       |  |  |  |  |  |  |  |  |  |  |  |  |  |  |  |
| |                                       |  |  |  |  |  |  |  |  |  |  |  |  |  |  |  |
| | 30. Francisco Ramón Martínez de Haedo |  |  |  |  |  |  |  |  |  |  |  |  |  |  |  |
| |                                       |  |  |  |  |  |  |  |  |  |  |  |  |  |  |  |
| |                                       |  |  |  |  |  |  |  |  |  |  |  |  |  |  |  |
| | 15. Jacinta Martínez de Haedo         |  |  |  |  |  |  |  |  |  |  |  |  |  |  |  |
| |                                       |  |  |  |  |  |  |  |  |  |  |  |  |  |  |  |
| |                                       |  |  |  |  |  |  |  |  |  |  |  |  |  |  |  |
| | 31. María Irene Soler                 |  |  |  |  |  |  |  |  |  |  |  |  |  |  |  |
| |                                       |  |  |  |  |  |  |  |  |  |  |  |  |  |  |  |
| |                                       |  |  |  |  |  |  |  |  |  |  |  |  |  |  |  |

| Predecesor: Dámaso Alonso | Premio Miguel de Cervantes ex aequo con Gerardo Diego 1979 | Sucesor: Juan Carlos Onetti |

| Predecesor: Ernest Labrousse Giuseppe Tucci Jean Piaget y Torbjörn Caspersson | Premio Balzan 1980 | Sucesor: Dan McKenzie Drummond Hoyle Matthews Frederick Vine Josef Pieper y Paul Reuter |